# Dinastia Ming
A dinastia Ming (chinês: 明朝, pinyin: Míng Cháo), ou Império do Grande Ming (chinês tradicional: 大明國; chinês simplificado: 大明国; pinyin: Dà Míng Guó), foi a dinastia que governou a China de 1368 a 1644, depois da queda da dinastia Mongol dos Iuã acabando com o período de caos iniciado por Sima Yan em 263. A dinastia Ming foi a última dinastia na China comandada pelos Hans (o principal grupo étnico da China), antes da rebelião liderada, em parte por Li Zicheng, e logo depois substituído pela dinastia Manchu dos Qing. Embora a capital Ming, Pequim, tenha sucumbido em 1644, os restos do trono e do poder dos Ming (coletivamente denominado Ming Meridional) sobreviveram até 1662.
O Estado comandado pelos Ming construiu uma vasta marinha e um exército permanente de um milhão de soldados. Embora tenha existido comércio marítimo privado e missões tributárias oficiais nas dinastias anteriores, a frota tributária do almirante eunuco muçulmano Zheng He no século XV superou todas as outras em tamanho absoluto. Durante este período, havia um enorme número de projetos de construções, incluindo a restauração do Grande Canal e da Muralha da China e, também, a criação da Cidade Proibida, em Pequim, durante o primeiro quarto do século XV. As estimativas para a população no final da dinastia Ming variam de 100 a 150 milhões de pessoas. A Universidade de Calgary afirma que "os Ming criaram um dos maiores períodos de organização governamental e estabilidade social na história da humanidade".
O Imperador Hongwu (r. 1368-1398) tentou criar uma sociedade de comunidades rurais auto-suficientes em um sistema rígido e imóvel que não teriam qualquer necessidade de se envolver com a vida comercial dos centros urbanos. Sua reconstrução da base agrícola chinesa e o reforço das redes de comunicação através do sistema militarizado de correio, acabou por criar o inesperado efeito da superprodução agrícola, cujo excedente era vendido nos crescentes mercados localizados ao longo das rotas de correio. A cultura rural e o comércio logo se tornaram influenciados pelas tendências urbanas. As classes mais ricas da sociedade, consagradas como a classe dos aristocratas acadêmicos, também foram afetadas por esta nova cultura baseada no consumo. Através da tradição, famílias de comerciantes começaram a produzir candidatos a oficiais acadêmicos e adotaram traços culturais e práticas típicas da classe dos aristocratas. Paralelamente a esta tendência que envolve as classes sociais e a expansão do consumo comercial, aconteceram as mudanças na filosofia social e política, na burocracia e nas instituições governamentais, e também nas artes e na literatura.
Até o século XVI, a economia da dinastia Ming foi estimulada pelo comércio marítimo com portugueses, espanhóis e holandeses. A China, então, se envolveu em um novo comércio mundial de bens, plantas, animais e culturas alimentares conhecido como o intercâmbio colombiano. O comércio com as potências européias e os japoneses trouxeram grandes quantidades de prata, que em seguida substituíram o cobre e as notas de papel como a moeda de troca principal na China. Durante as últimas décadas da dinastia Ming, o fluxo de prata na China tinha diminuído muito, comprometendo assim as receitas estatais e, de fato, toda a economia Ming. A economia sofreu ainda mais com os graves efeitos sobre a agricultura da queda da temperatura média do século XVIII, das calamidades naturais, das más colheitas, das epidemias freqüentes. A conseqüente fragmentação do poder e da diminuição do padrão de vida das pessoas permitiu que líderes rebeldes como Li Zicheng desafiassem a autoridade dos Imperadores Ming.

## História

### Fundação

#### Revoltas e rivalidades
A dinastia Iuã Mongol (1271-1368) governava antes do estabelecimento da dinastia Ming. A discriminação étnica institucionalizada contra os chineses Han suscitou ressentimento e revolta; outras explicações para o desaparecimento dos Iuãs incluíam áreas com sobretaxas de impostos mesmo quando atingidas pelas más colheitas, inflação, e as enormes cheias do Rio Amarelo como resultado do abandono dos projetos de irrigação. Conseqüentemente, a agricultura e a economia estavam em desordem e a rebelião eclodiu entre as centenas de milhares de camponeses chamados para trabalhar na reparação dos diques do Rio Amarelo.

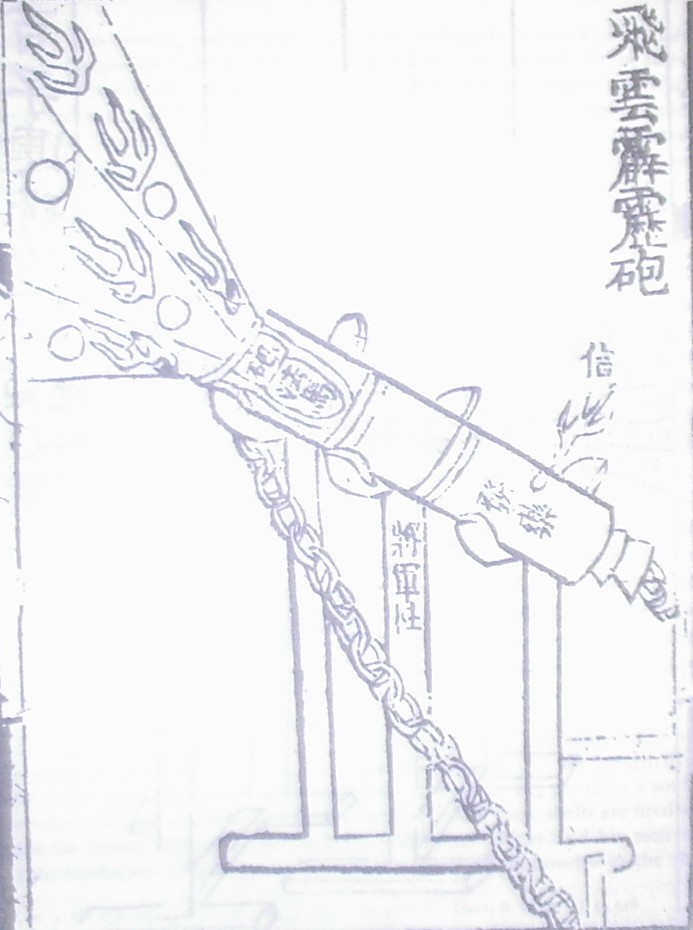
Um canhão do Huolongjing, elaborado por Jiao Yu e Liu Ji antes de sua morte em 1375.

Uma série de grupos Han se revoltou, incluindo os Turbantes Vermelhos, em 1351. Os Turbantes Vermelhos eram associados ao Lótus Branco, uma sociedade secreta budista. Zhu Yuanzhang era um pobre camponês e monge budista que aderiu aos Turbantes Vermelhos em 1352, mas logo ganhou reputação ao casar com a filha primogênita de um comandante rebelde. Em 1356 A força rebelde de Zhu invadiu a cidade de Nanquim, o que ele, mais tarde, estabeleceria como a capital da dinastia Ming.
Zhu Yuanzhang alicerçou o seu poder no sul, eliminando seu arquirrival e líder rebelde Chen Youliang na Batalha do Lago Poyang, em 1363. Depois do chefe dinástico dos Turbantes Vermelhos suspeitamente morrer em 1367 enquanto era acolhido como hóspede de Zhu, este último fez suas ambições imperiais conhecidas através do envio de um exército em direção à capital Iuã em 1368. O último imperador Iuã fugiu para o norte para Shangdu, e Zhu declarou-se o fundador da dinastia Ming após destruir os palácios Iuã de Cambalique (Pequim).
Em vez da tradicional forma de nomear uma dinastia a partir do nome do distrito de origem do primeiro governante, a escolha de Zhu para "Ming", ou "Brilhante", para a sua dinastia seguiu o precedente mongol dando um nome glorioso. Zhu Yuanzhang também usou o título de Hongwu, ou "Imensamente Marcial", como seu título real. Apesar do Lótus Branco ter ajudado na sua ascensão ao poder, Hongwu negou mais tarde que ele tenha algum dia sido membro da organização e reprimiu o movimento religioso depois que se tornou imperador.

#### Reinado do Imperador Hongwu

Retrato do Imperador Hongwu (r. 1368 - 1398)

Hongwu imediatamente se propôs a reconstruir a infraestrutura imperial. Ele construiu um muro de 48 km em torno de Nanquim, bem como novos palácios governamentais e prefeituras. O Mingshi diz que já em 1364 Zhu Yuanzhang havia começado a elaboração de um novo código de leis baseados no Confucionismo conhecido como o Daming Lu, que foi concluído em 1397 e repetiu determinadas cláusulas encontradas no velho Código Tang de 653. O Hongwu organizou um sistema militar conhecido como o weisuo, que era semelhante ao sistema Fubing da dinastia Tang (618-907). O objetivo foi o de tornar os soldados, agricultores autossuficientes, a fim de poderem se sustentar enquanto não estão em combate ou treinando. O sistema de autossuficiência agrícola dos soldados, porém, foi em grande parte uma farsa; rações intermitentes e recompensas não foram suficientes para sustentar as tropas, e muitos desertaram suas posições, se eles não estavam localizados na fronteira cujas tropas eram fortemente abastecidas.
Embora seja um confucionista, o Hongwu tinha uma profunda desconfiança contra os funcionários acadêmicos da classe gentry, e não era medo de lhes enfrentar no tribunal por ofensas. Ele aplicou as Avaliações do funcionalismo público em 1373 após queixar que os 120 estudiosos que obtiveram o grau jinshieram ministros incompetentes. Depois que  os exames foram reintegrados em 1384, ele executou o chefe-examinador depois que ele descobriu que ele apenas permitia aos candidatos do sul serem condecorados com o grau jinshi.
Em 1380 o chanceler Hongwu Hu Weiyong foi executado depois da suspeita de uma conspiração para derrubar ele do trono; depois disso o Hongwu aboliu a Chancelaria chinesa, e assumiu esse papel como diretor executivo e imperador. Com uma crescente desconfiança dos seus ministros, Hongwu criou o Jinyi Wei, uma rede de polícia secreta traçada a partir de seu próprios guardas palacianos. Eles foram parcialmente responsáveis pela perda de 100 mil vidas em várias repressões políticas durante as três décadas de sua existência.

#### Fronteira Sudoeste

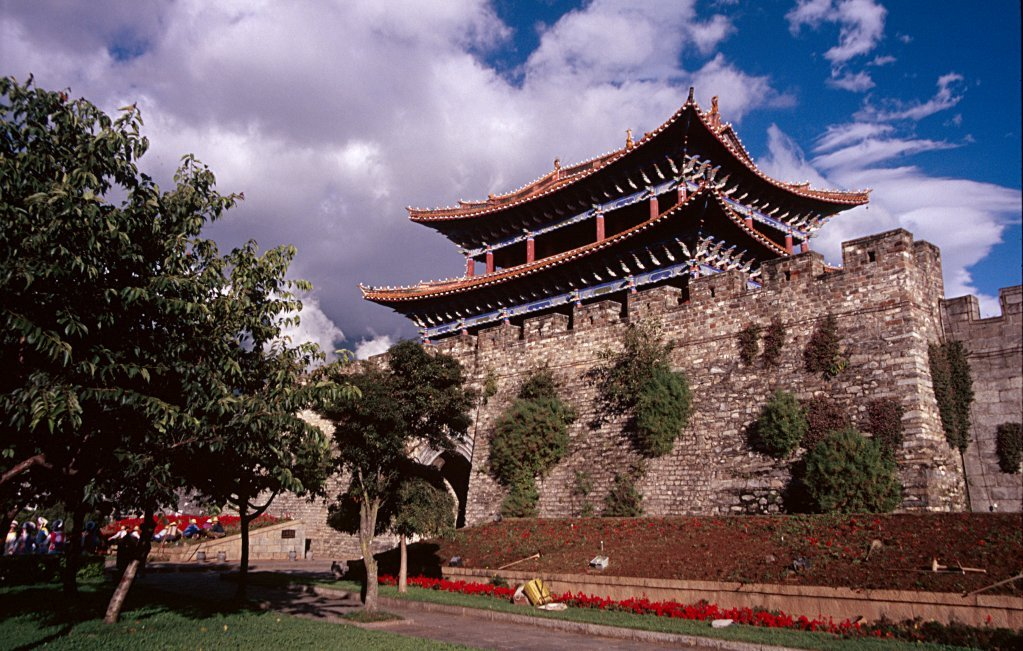
O antigo portão do Sul de Dali, Yunnan, que fora criado como uma cidade em estilo chinês, em 1382, logo após a conquista Ming da região.

Em 1381, a dinastia Ming anexou as áreas do sudoeste que faziam parte do Reino de Dali. Até o final do século XIV, cerca de 200 mil colonos militares estabeleceram-se em 2 000 000 mu (350 000 hectares) de terras no que é hoje Yunnan e Guizhou. Cerca de meio milhão a mais de colonos chineses chegaram nos períodos posteriores; estas migrações causaram uma grande mudança na aparência da etnia da região, uma vez que mais de metade dos cerca de 3 milhões de habitantes no começo da dinastia Ming eram povos não-Han. Nesta região, o Governo Ming adotou uma política de administração dual. As áreas com maioria étnica chinesa eram regidos de acordo com a legislação e políticas Ming; áreas onde grupos tribais nativos eram maioria tinham seu próprio conjunto de leis, enquanto os chefes tribais prometiam manter a ordem e enviar tributos para a corte Ming, em troca de bens necessários. De 1464 a 1466 os povos Miao e o Yao rebelaram-se contra o que eles viam sendo um governo opressivo; em resposta, o governo Ming enviou um exército de 30 mil soldados (incluindo mil mongóis) para se juntar às 160 mil tropas locais de Guangxi, e acabar com a rebelião. Depois que o filósofo Wang Yangming (1472-1529) reprimiu outra rebelião na região, ele organizou uma administração conjunta entre os grupos étnicos locais e os chineses, a fim de implementar elementos da cultura chinesa na cultura dos povos locais.

#### Relações com o Tibete

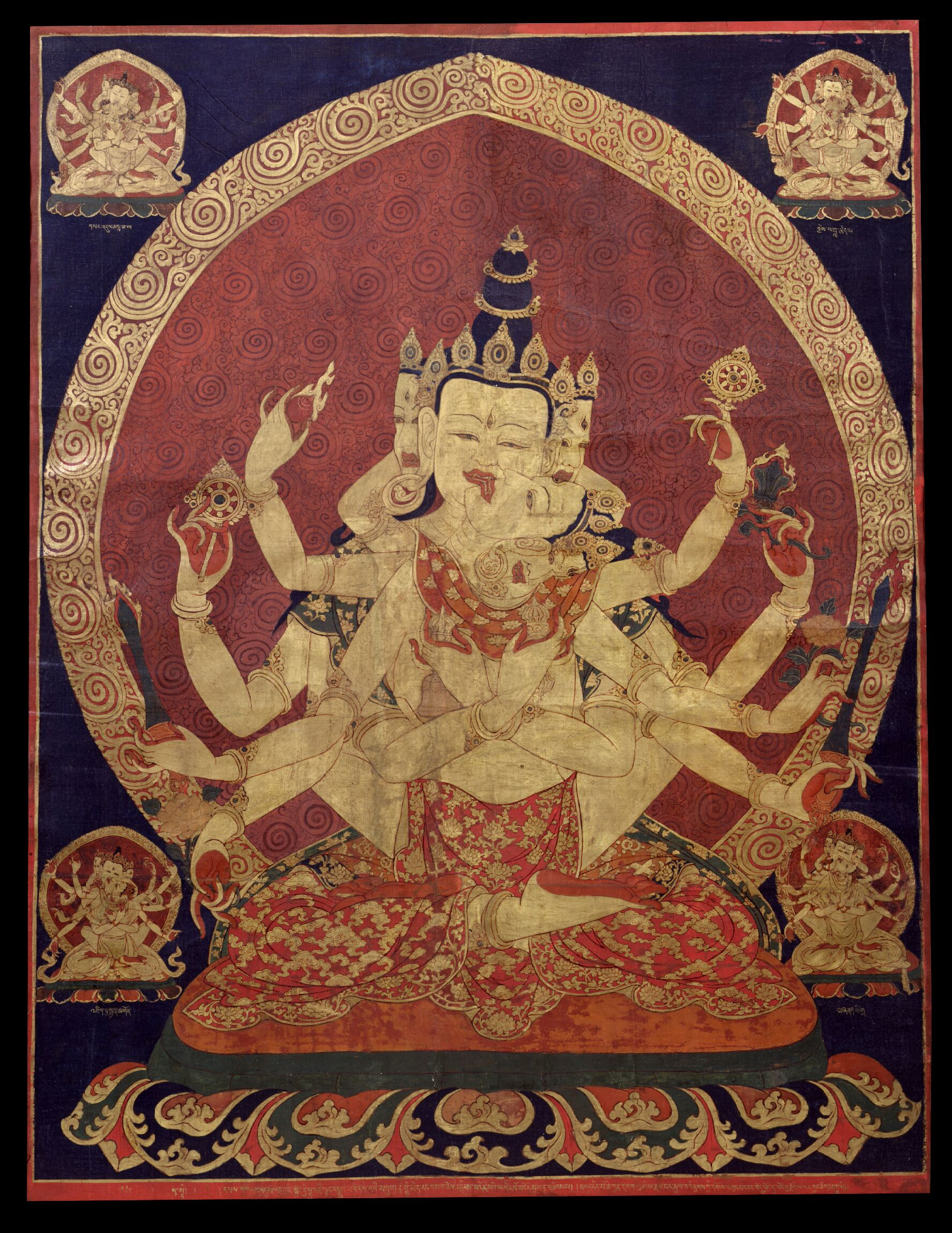
Um Thangka tibetano do século XVII de Guhyasamaja Akshobhyavajra; a corte da Dinastia Ming reuniu diversos tributos que eram produtos nativos do Tibete (como thangkas), e em troca dava vasos tradicionais da dinastia aos tibetanos como presentes.

Estudiosos de fora da China em geral veem o Tibete como tendo sido um estado independente durante a dinastia Ming, enquanto historiadores na China atual tem um ponto de vista oposto. O Mingshi — a história oficial da dinastia Ming compilada muito mais tarde, em 1739 — afirma que os Ming estabeleceram comandantes itinerantes que supervisionavam a administração tibetana ao mesmo tempo em que renovavam títulos de ex-funcionários da dinastia Iuã do Tibete e conferiam novos títulos do principado aos líderes das seitas budistas do Tibete. No entanto, Turrell V. Wylie afirma que houve censura no Mingshi para reforçar o prestigio do imperador Ming e a sua reputação e a todo custo ofuscar a história da sutil relação sino-tibetana durante a dinastia Ming. Estudiosos modernos debatem se a Dinastia Ming realmente tinha soberania sobre o Tibete, como alguns acreditam que fora uma relação de suserania, e que foi em grande parte cortada quando o Imperador Jiajing (r. 1521-1567) perseguiu os budistas em favor do Daoísmo na corte. Helmut Hoffman afirma que a dinastia Ming mostrava o papel do Estado sobre o Tibete através do envio de missões periódicas de "emissários do Tesouro" para a Corte Ming através da concessão de títulos nominais aos Lamas, mas que não interferiam no Governo tibetano. Wang Jiawei e Nyima Gyaincain discordam, afirmando que a China Ming tinha soberania sobre os tibetanos e que não herdavam títulos Ming, mas eram obrigados a viajar para a Pequim para renová-los. Melvyn C. Goldstein escreve que os Ming não tinham qualquer autoridade administrativa real ao longo do Tibete assim que os vários títulos dados aos líderes tibetanos no poder já não davam o mesmo poder como os antigos títulos mongóis Iuãs; segundo ele, "os imperadores Ming meramente reconheciam a realidade política do Tibete". Alguns estudiosos afirmam que a significante natureza religiosa da relação da corte Ming com os Lamas tibetanos é sub-representado pelos historiadores modernos. Outros reforçam o aspecto comercial da relação, notando a quantidade insuficiente de cavalos da dinastia Ming e à necessidade de manter o troca de chá por cavalos, com o Tibete. Estudiosos também debatem quanta influência e poder a corte da dinastia Ming teve ao longo das sucessivas famílias que de facto governaram o Tibete, a Phagmodru (1354-1436), Rinbung (1436-1565), e Tsangpa (1565-1642).
Os Ming iniciaram esporádicas intervenções armadas no Tibete durante o século XIV, embora, algumas vezes, os tibetanos também revidaram-nas com sucesso através de resistências armadas contra as incursões Ming. Patricia Ebrey, Thomas Laird, Wang Jiawei, e Nyima Gyaincain recordam que a dinastia Ming não tinha uma guarnição permanente no Tibete, ao contrário da antiga dinastia mongol Iuã. O Imperador Wanli (r. 1572-1620) fez alguns esforços para restabelecer as relações sino-tibetanas, depois da aliança Mongol-tibetana iniciado em 1578, o qual afetava à política externa da posterior dinastia manchu Qing (1644-1912) em seu apoio ao Dalai Lama da seita Chapéu Amarelo. No final do século XVI, os mongóis provaram ser bons protetores do Dalai Lama da seita Chapéu Amarelo através da sua crescente presença na região Amdo, culminando na conquista do Tibete em 1642 por Guxi Cã (1582-1655).

### Reversão das políticas do Hongwu

#### Imposição de normas e de realocações
De acordo com o historiador Timothy Brook, o imperador Hongwu tentou imobilizar a sociedade através da dura criação de fronteiras regulamentadas pelo estado entre aldeias e cidades maiores, desencorajando o comércio e viagens entre sociedades não aceitas pelo governo. Hongwu tentou implantar austeros valores, impondo códigos de vestimenta, métodos padrões de expressão, e um estilo padrão de escrita da prosa clássica que não mostravam as habilidades dos mais educados. Sua desconfiança com a elite acadêmica mostrou o seu desdém para com a elite comercial, impondo taxas excessivamente elevadas sobre as propriedades de poderosas famílias mercantes na região de Suzhou em Jiangsu. Ele também forçou a mudança de milhares de famílias abastadas do sudeste e reassentou-as ao redor de Nanquim, na região de Jiangnan, proibindo-lhes de se mudar uma vez que já estivessem assentadas. Para acompanhar as atividades dos mercadores, Hongwu obrigou-os a registrar todos os seus bens, uma vez por mês. Uma de suas principais metas como governante foi permanentemente frear a influência dos comerciantes e donos de terra, embora várias de suas políticas acabassem por incentivá-los a acumular mais riqueza.
O sistema opressivo do Hongwu de realocação maciça e o desejo de escapar das suas altas taxas encorajaram muitas pessoas a tornarem-se vendedores itinerantes, ambulantes, ou trabalhadores migrantes tentando encontrar proprietários rurais que lhes alugariam um espaço de terra para cultivar alimentos nela. Até a metade da era Ming, os imperadores abandonaram o regime de realocação do Hongwu e ao invés disso confiaram a funcionários locais o trabalho de documentar os trabalhadores migrantes, a fim de aumentar a receita do Império. A elite de comerciantes e proprietários ricos que reinavam sobre as terras ocupadas, os empregados assalariados, os servos domésticos, e os trabalhadores migrantes foi praticamente a visão do Hongwu: o cumprimento rigoroso do sistema hierárquico das quatro ocupações.

#### Agricultura auto-suficiente, supérfluo, e tendências urbanas

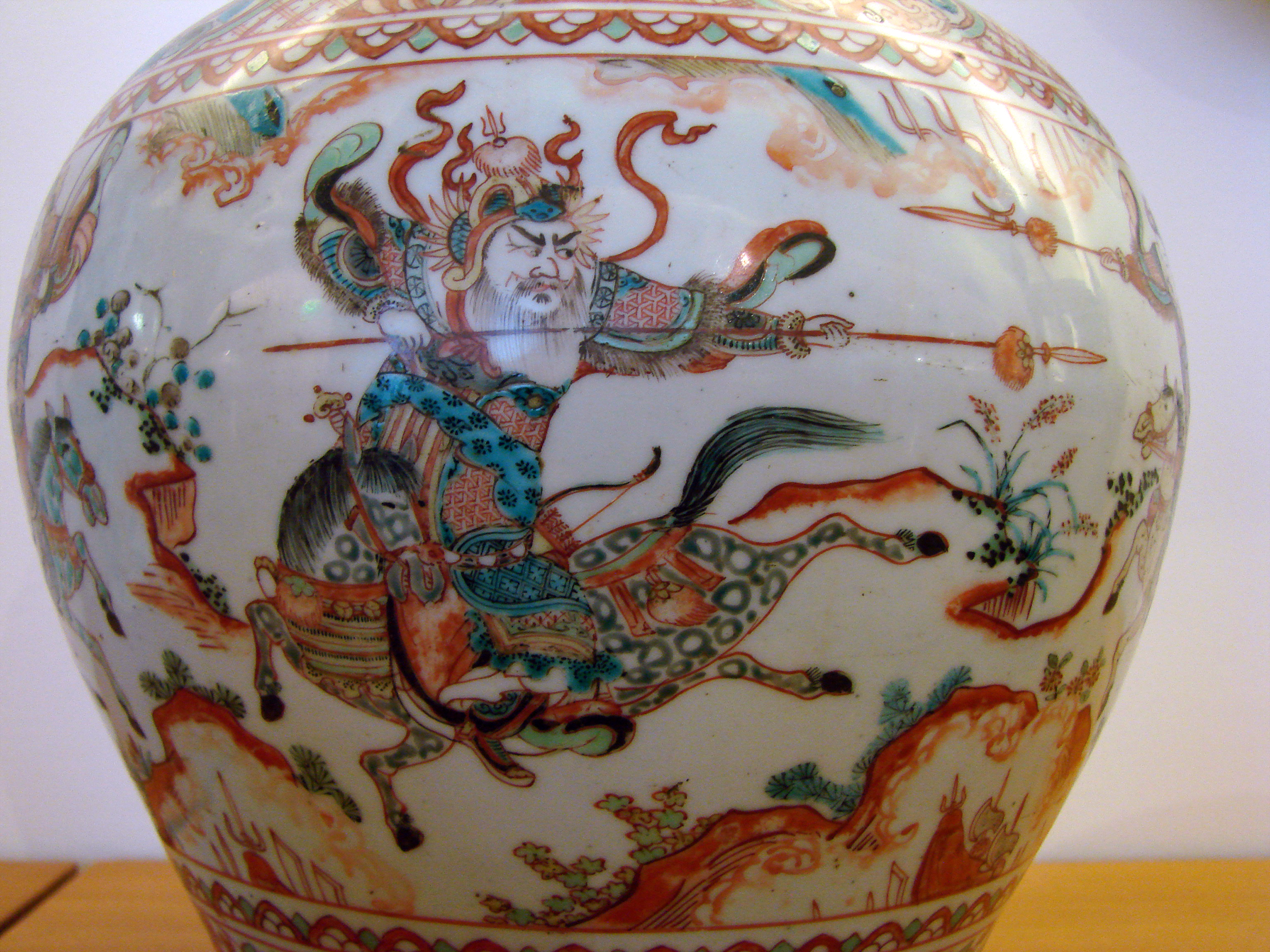
Um vaso de porcelana do período de reinado de Jiajing (1521-1567); a cultura chinesa tornou-se uma cultura baseada no consumo nos finais da dinastia Ming.

O Hongwu reacendeu o setor agrícola, para criar comunidades autossuficientes que não dependessem de comércio, que ele pensou permaneceriam apenas nas áreas urbanas. No entanto, o excedente criado a partir desta revitalização encorajou os agricultores rurais a lucrarem com o comércio, vendendo primeiro seus produtos a intermediários; em meados da época Ming eles começaram a vender os seus produtos em mercados urbanos da região. Como as zonas rurais e urbanas tornaram-se cada vez mais integradas através do comércio, famílias de áreas rurais começaram a adotar costumes tradicionalmente urbanos, como a produção de seda e algodão têxtil. No final da era Ming, houve uma preocupação crescente entre os conservadores confucianos que a delicada exploração do tecido e a ordem social comum estavam sendo prejudicadas pelos rústicos do interior que aceitavam todos os costumes da vida urbana.
O agricultor rural não foi o único grupo social afetado pela crescente comercialização entre a sociedade chinesa, isso também influenciou fortemente a elite dona de terras que tradicionalmente produzia estudiosos para o serviço público. Os funcionários eram tradicionalmente empregados como indivíduos simples que se logravam de arrogância apoiados na riqueza obtida a partir de uma carreira prestigiada; eles eram conhecidos por irem de seus países de origem para as cidades na qual eram empregados. Durante o governo do Imperador Zhengde (1505-1521), os funcionários eram vistos sendo transportados liteiras de luxo, e começaram a comprar grandes casas em bairros urbanos abastados em vez de viverem nas zonas rurais. Até o final da era Ming, ser rico se tornou o principal indicador de prestígio social, mais ainda do que ganhar um grau acadêmico.

#### Fusão das classes comerciante e gentry burguesa

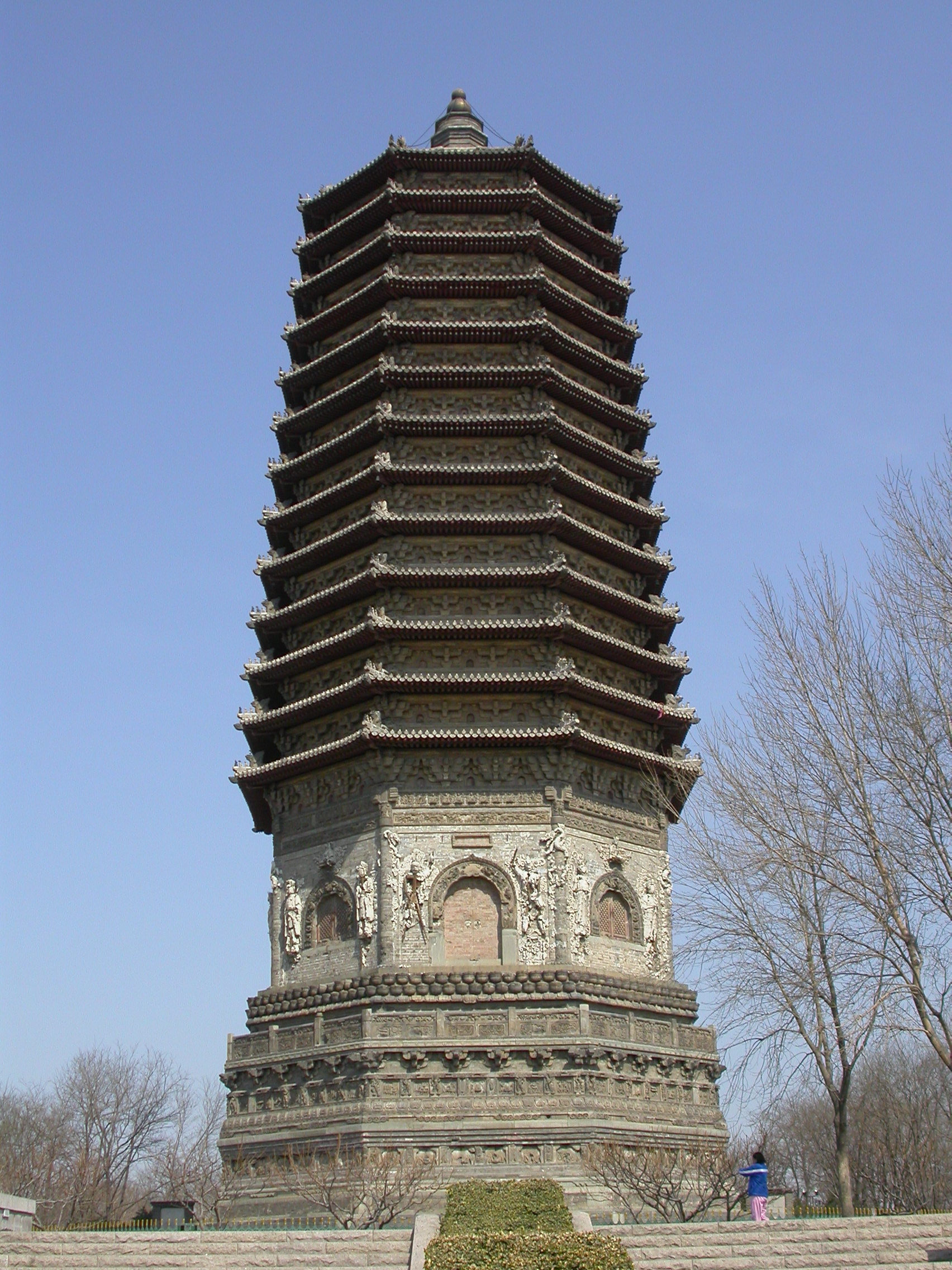
Pagode do Templo Cishou, construído em 1576; os chineses acreditam que construir pagodes em determinados locais de acordo com os princípios do Feng Shui resultaria em prósperos eventos; financiamento de comerciantes para esses projetos eram necessários no final do período Ming.

Na primeira metade da era Ming, oficiais acadêmicos raramente mencionariam a contribuição dos comerciantes para com a sociedade, enquanto escreviam as suas gazetas locais; os funcionários eram certamente capaz de financiarem seus próprios projetos de obras públicas, um símbolo de sua íntegra liderança política. No entanto, na segunda metade da era Ming, tornou-se comum dos funcionários angariarem dinheiro de comerciantes, a fim de financiar seus diversos projetos, como a construção de pontes ou o estabelecimento de novas escolas de confucionismo para melhorar a aprendizagem da gentry. A partir de então as gazetas começaram a citar alguns mercadores e muitas vezes com grande estima, uma vez que a riqueza produzida pelas suas atividades econômicas gerava recursos para o Estado, bem como o aumento da produção de livros necessária para a educação da gentry. Os comerciantes começaram a adquirir mais cultura, atitudes de um connoisseur e traços da classe gentry, misturando as linhas entre os comerciantes e a gentry e preparando o caminho para as famílias mercantes fornecerem oficiais-acadêmicos. As raízes desta transformação social e de indistinção de classes poderiam ser encontrada na dinastia Song (960-1279), mas tornou-se muito mais acentuada na Ming. Escrituras de instruções para linhagens familiares, no período final da era Ming, exibiam que o próximo da linhagem não herdaria sua posição na categorização das quatro ocupações (em ordem decrescente): gentry, agricultores, artesãos, e revendedores.

#### Rede de mensageiros e o crescimento comercial
O Hongwu acreditava que apenas os mensageiros do governo e comerciantes humildes e varejistas deveriam ter o direito de viajar para fora da sua cidade natal. Apesar de seus esforços para impor este ponto de vista, a sua construção de uma eficiente rede de comunicações para o seu exército e seus funcionários reforçou e fomentou a ascensão de uma potencial rede comercial correndo em paralelo à rede de mensageiros. O náufrago coreano Choe Bu (1454-1504) comentou em 1488 a forma como os habitantes locais, ao longo da costa oriental da China não sabiam exatamente a distância entre determinados locais, cujo conhecimento era praticamente exclusivo do Ministério da Guerra e dos mensageiros. Isso foi um contraste estrondoso com o final do período Ming, quando comerciantes não só viajavam mais distâncias para vender seus produtos, mas também subornavam funcionários do correio para usar as suas rotas e até mesmo tinham imprimido guias geográficos de rotas comerciais que imitavam os mapas dos mensageiros.

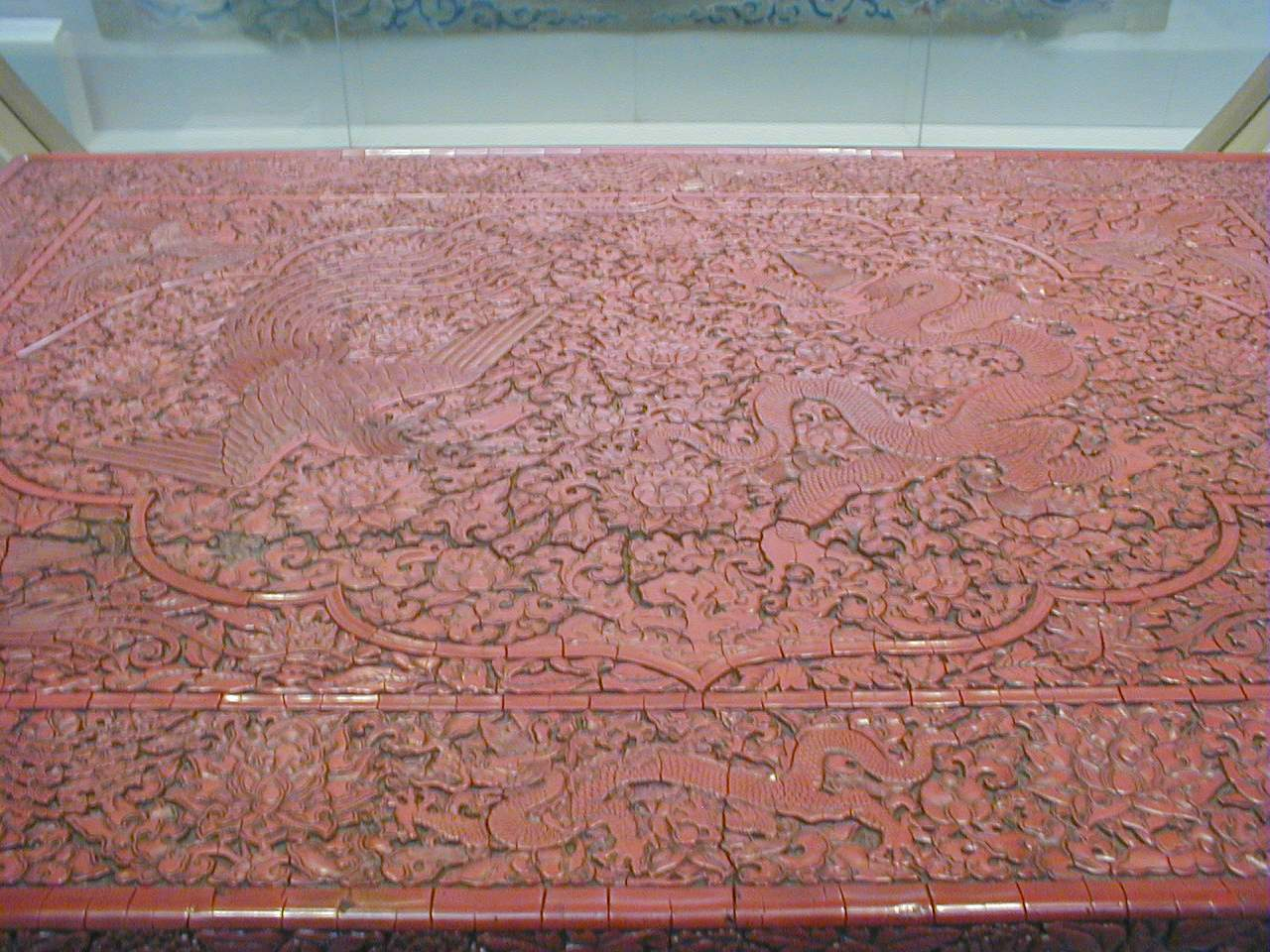
A única peça sobrevivente do mobiliário da "Fábrica Orchard" (a Oficina Lacquer Imperial), criada em Pequim no início da dinastia Ming. Decorado com dragões e fênix, que eram feitas durante a época do imperador Xuande (1426-1435). As oficinas imperiais na época Ming eram supervisionadas por um gabinete de eunucos. ([//upload.wikimedia.org/wikipedia/commons/2/24/MingLacquerTable2.jpg Clique para mais detalhes])

#### Mercantes, um mercado aberto, e prata
A dependência dos oficiais-acadêmicos das atividades econômicas dos comerciantes se tornou mais do que uma tendência quando foi semi-institucionalizado pelo Estado, durante a era Ming. Qiu Jun (1420-1495), um oficial-acadêmico de Hainan, alegou que o Estado só devia tratar dos assuntos do mercado durante épocas de crise e os comerciantes eram os melhores para determinarem a importância da riqueza de recursos da nação. O Governo seguiu esta orientação em meados do período Ming quando ele autorizou os mercantes a assumir o monopólio estatal da produção de sal. Este foi um processo gradual, onde o estado forneceu exércitos às fronteiras do norte com suprimentos suficientes através da concessão de licenças para o comércio de mercadores de sal em troca de seus serviços marítimos. O Estado percebeu que comerciantes poderiam comprar licenças de sal de prata e em troca impulsionassem as receitas do Estado, a ponto de que comprar grãos não foi mais um problema. Os governos do Hongwu e de Zhengtong (r. 1435 – 1449) tentaram cortar a entrada de prata na economia produzindo papel moeda, ainda que a mineração do metal tivesse se tornado uma lucrativa atividade ilegal praticada por muitos. O Hongwu não tinha conhecimento de inflação econômica por isso continuou a distribuir uma grande quantidade de notas de papel como prêmios; em 1425, o papel moeda valia apenas de 0,025% a 0,014% do seu valor original do século XIV. O valor padrão da cunhagem de cobre também diminuiu significativamente devido à falsificação; no século XVI, novas rotas comerciais marítimas com a Europa geraram enormes quantidades de prata importadas, que se tornaram cada vez mais a moeda de troca padrão da época. Já em 1436, as taxas do comércio de grãos haviam sido parcialmente trocada para pagamentos em prata. Em 1581, a Reforma do Chicote  ministrada pelo Grande secretário Zhang Juzheng (1525-1582) finalmente regulamentou os impostos sobre a quantidade de terras a serem pagas integralmente em prata.

### O reinado de Yongle

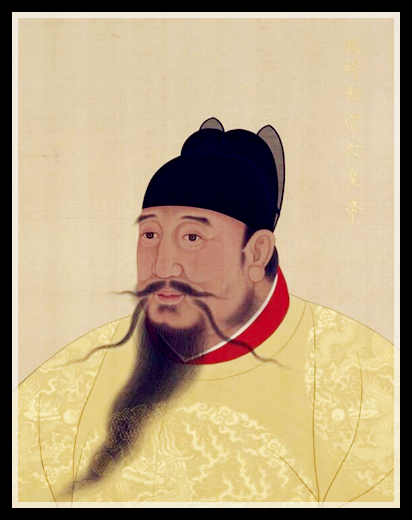
Retrato de Yongle (r. 1402-1424).

#### Ascensão ao poder
O neto do Hongwu, Zhu Yunwen, assumiu o trono como o Imperador Jianwen (1398-1402) depois da morte de Hongwu em 1398. Em uma introdução para uma guerra civil de três anos, com início em 1399, Jianwen se envolveu em uma confrontação política com seu tio Zhu Di, o Príncipe de Yan. O Imperador tinha conhecimento das ambições dos seus tios príncipes, estabelecendo medidas que limitavam suas autoridades. O militante Zhu Di, devido às batalhas contra os mongóis nas fronteiras ao redor de Pequim, era o mais temido dos príncipes. Depois que Zhu Di teve muitos de seus associados presos por Jianwen, ele planejou uma rebelião. Sob o pretexto de evitar que o jovem Jianwen corrompesse funcionários, Zhu Di pessoalmente liderou o exército revolto, e o palácio de Nanquim foi queimado, juntamente com o sobrinho de Zhu Di, o Imperador Jianwen, sua esposa, mãe, e toda sua corte. Zhu Di assumiu o trono como o Yongle (1402-1424); seu reinado é universalmente visto pelos estudiosos como uma "segunda fundação" da Dinastia Ming, pois ele reverteu muitas das políticas do seu pai.

#### Nova capital e o canal restaurado
Yongle rebaixou Nanquim como capital secundária e em 1403 anunciou que a nova capital da China seria na sede do seu próprio governo em Pequim. A construção da nova cidade durou 13 anos, de 1407 a 1420, empregando centenas de milhares de trabalhadores diariamente. No centro ficava a zona política da Cidade Imperial, e no centro dessa zona existia a Cidade Proibida, a residência palaciana do imperador e de sua família. Até 1553, a cidade cresceu para o sul, que levou o Pequim ao tamanho de 6,5 a 7,3 quilômetros.

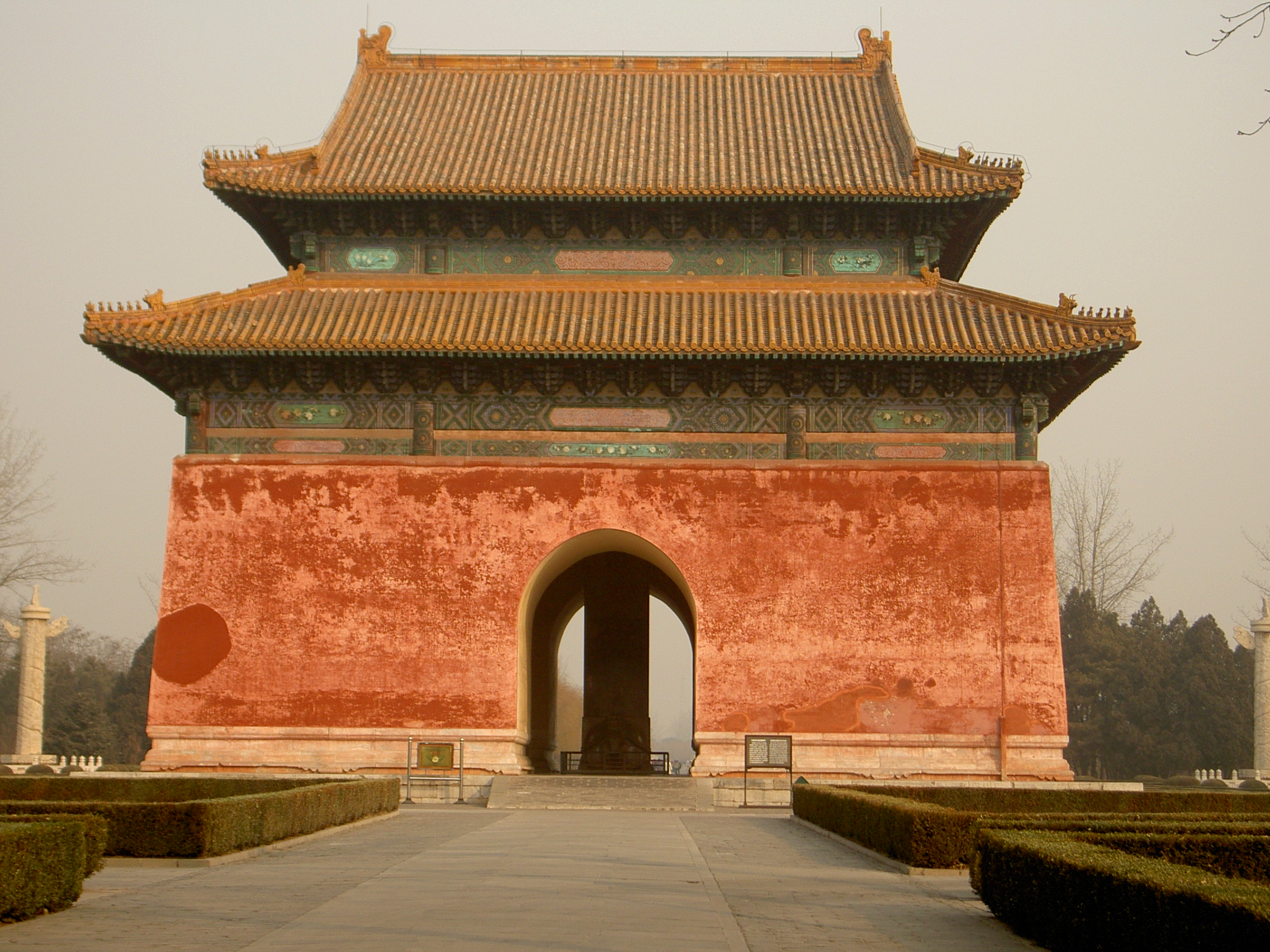
As tumbas da dinastia Ming localizadas a 50 km ao norte de Pequim; o local foi escolhido por Yongle.

Depois que passou décadas abandonado e degradado, o Grande Canal foi restaurado sob o império de Yongle de 1411-1415. O motivo para a restauração do canal era o de resolver definitivamente o problema do transporte de grãos para o norte de Pequim. O transporte marítimo anual de 4 000 000 shi (um shi é igual a 107 litros) era difícil devido ao sistema ineficiente de transporte de grãos através do Mar da China Oriental ou por vários canais fluviais que, durante o processo, exigiam a transferência dos grãos entre vários tipos de barcaça diferentes, incluindo as barcaças de água superficial e profunda. Yongle encomendou cerca de 165 mil trabalhadores para dragar o leito do canal na parte ocidental de Shandong, e construiu uma série de quinze eclusas. A reabertura do Grande Canal teve implicações para Nanquim também, pois ela foi superada pela cidade de Suzhou como o maior centro comercial da China, devido à sua ótima posição geográfica.
Embora Yongle ordenasse episódios sangrentos de purgas como seu pai - incluindo a execução de Fang Xiaoru que recusou-se a propor a proclamação da sua sucessão - Yongle teve uma atitude diferente sobre os oficiais-acadêmicos. Ele tinha uma seleção de textos elaborados a partir da escola de Zhu Xi Cheng- Confucionismo Zhu – ou Neo-Confucionismo - a fim de ajudar aqueles que estudavam para os exames do funcionalismo público.  Yongle encomendou a dois mil acadêmicos a missão de criar uma enciclopédia  de 50 milhões de palavras (22 938 capítulos), a Enciclopédia Yongle - de sete mil livros. Esta superou todas as enciclopédias anteriores em cobertura e dimensão, incluindo a compilação dos Quatro Grandes Livros de Canções do século XI. No entanto, os oficiais-acadêmicos não foram o único grupo político que o Yongle teve que apaziguar. O historiador Michael Chang salienta que o Yongle foi um "imperador a cavalo" que muitas vezes viajava entre as duas capitais, como na tradição mongol dos Iuãs e constantemente conduziu expedições para a Mongólia. Isso era o oposto do que o confucionismo pregava porque ao mesmo tempo servia para reforçar a importância dos eunucos e dos oficiais militares cuja força dependia dos favores do imperador.

#### Frota do Tesouro

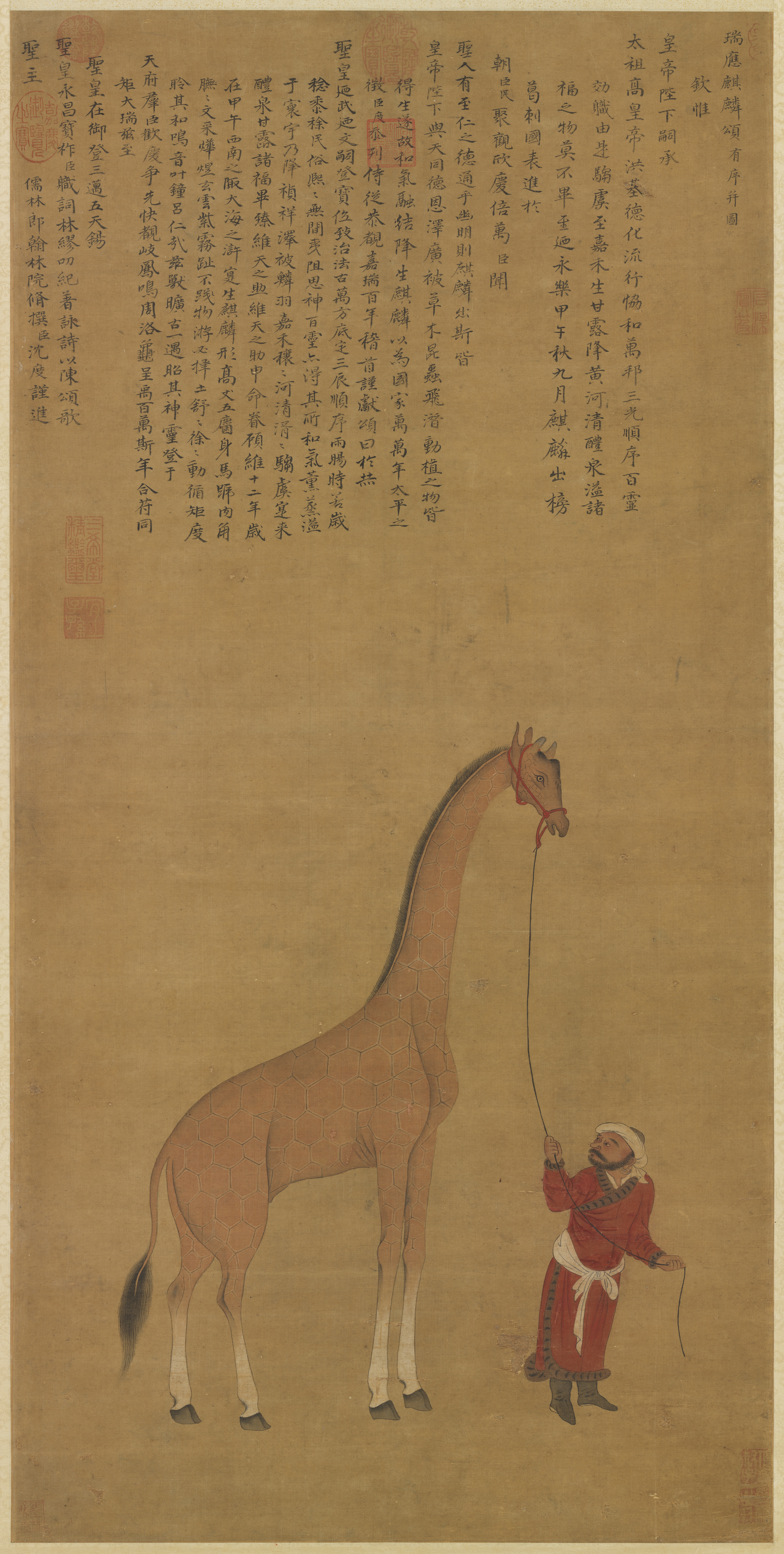
Uma girafa trazida da África no décimo segundo aniversário do Yongle (1414); os chineses associavam a girafa com o mítico qilin.

A partir do início de 1405, o Yongle confiou ao seu favorito comandante-eunuco Zheng He (1371-1433) o título de almirante naval para a gigantesca nova frota de navios designadas para missões comerciais internacionais. Os chineses enviavam missões diplomáticas para o ocidente desde a dinastia Han (202 a.C. – 220 d.C.) e estavam envolvidos com comércio exterior não-estatal estando presente na África Oriental durante séculos - que atingiu o pico nas dinastias Song e Iuã - mas nenhuma missão comercial patrocinada pelo Governo desta grandeza e dimensão tinha sido montada antes. Para servir a sete diferentes missões comerciais no estrangeiro, os estaleiros navais de Nanquim construiriam dois mil navios entre 1403 a 1419, que incluía os grandes navios do tesouro que mediam de 112 metros (370 pés) a 134 m (440 pés) de comprimento e 45 m (150 pés) a 54 m (180 pés) de largura. A primeira viagem, que ocorreu entre 1405 e 1407, continha 317 embarcações com uma equipe de 70 eunucos, 180 médicos, 5 astrólogos, e 300 oficiais militares comandando um total estimado de 26 800 homens.
As enormes missões comerciais foram interrompidas após a morte de Zheng He, mas sua morte foi apenas um de muitos fatores que acabaram com as missões. Yongle tinha conquistado o Vietnã em 1407, mas as tropas Ming foram expulsas em 1428 com grandes custos para a tesouraria Ming; em 1431 a nova dinastia Lê do Vietnã foi reconhecida como um estado independente, que era tributada pelo império. Houve também a ameaça e a revitalização dos mongóis no norte da estepe, que desviaram a atenção da corte dos outros assuntos; para enfrentar esta ameaça, uma quantidade enorme de dinheiro foi utilizadas para a construção da Grande Muralha após 1474. A mudança de Yongle de Nanquim para Pequim como capital foi, em grande parte, em resposta à necessidade da corte de manter-se mais próxima da ameaça mongol no norte do país. Os oficiais-acadêmicos também associaram os enormes gastos com as frotas com o aumento do poder dos eunucos na corte e, por isso, cortou o financiamento para as frotas para barrar a ampliação da influência dos eunucos.

### Crise Tumu e os Ming mongóis
O líder dos Mongóis Oirats Esen Tayisi lançou uma invasão na China Ming em julho de 1449. O chefe eunuco Wang Zhen incentivou o Imperador Zhengtong (r. 1435-1449) para que ele conduzisse pessoalmente uma força para enfrentar os mongóis após uma derrota Ming recente; marchando com 50 000 tropas, Zhengtong deixou a capital e colocou o seu meio-irmão Zhu Qiyu, encarregado do trono como regente temporário. Na batalha que ocorreu em 8 de setembro, a sua força de 50 000 soldados foi dizimada pelo exército de Esen e Zhengtong foi capturado e mantido em cativeiro pelos mongóis - um evento conhecido como a Crise Tumu. Depois da captura de Zhengtong, as forças da Esen pilharam tudo que aparecia no caminho até chegarem ao subúrbio de Pequim. Depois ocorreu outro saque nos subúrbios de Pequim em novembro do mesmo ano por bandidos locais e soldados Ming de ascendência Mongol que estavam vestidos como invasores mongóis. Muitos chineses Han também começaram a saquear e roubar logo após o incidente Tumu.

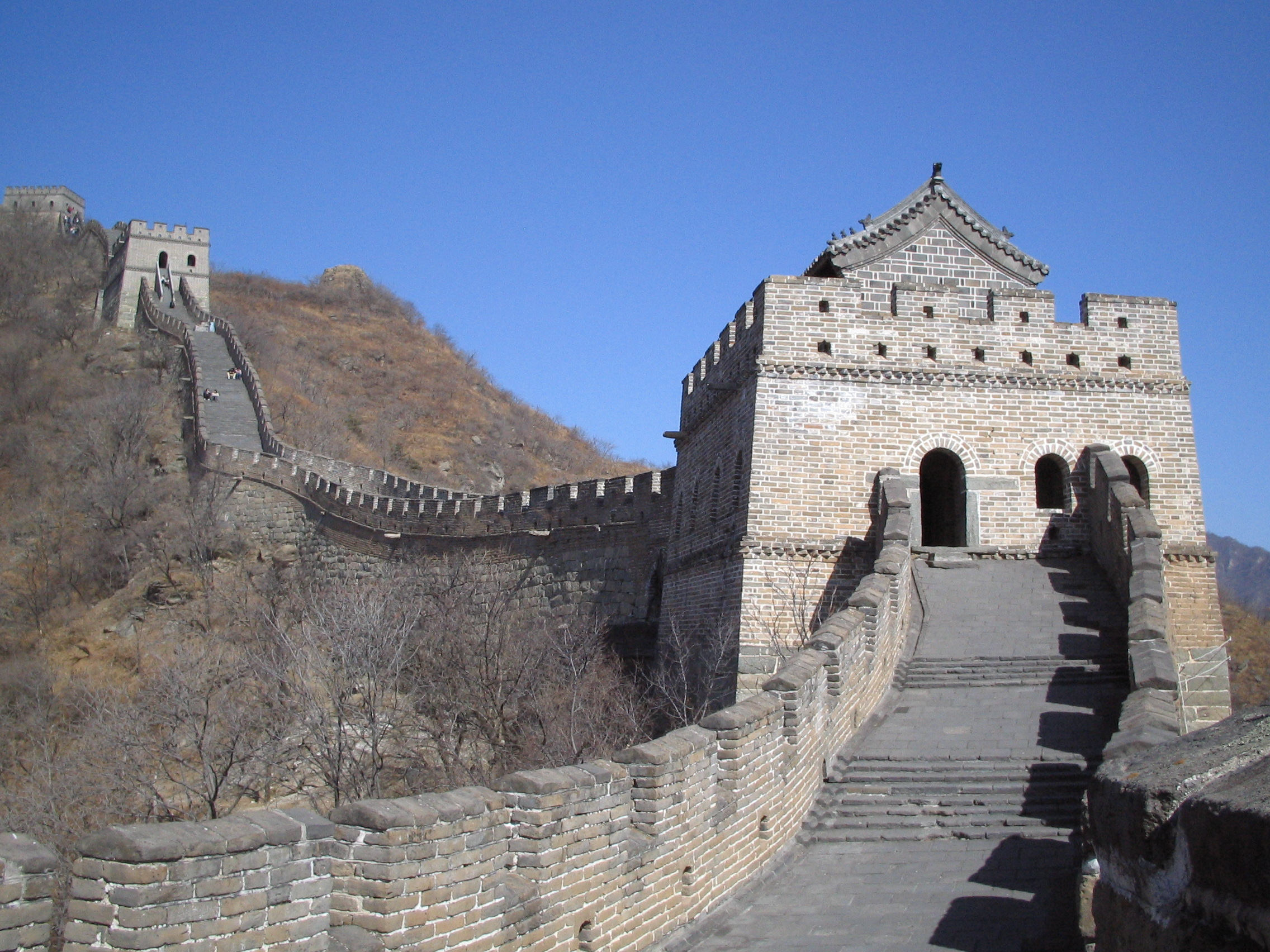
A Grande Muralha da China; embora as muralhas de terra batida dos antigos Estados Guerreiros foram combinadas em um muro unificado sob as dinastias Qin e Han, a grande maioria do tijolo e pedra da Grande Muralha como ela é vista hoje é resultado da dinastia Ming.

Os mongóis sequestraram o Imperador Zhengtong e pediram um resgate para devolvê-lo. No entanto, esse plano foi frustrado porque o irmão mais novo de Zhengtong assumiu o trono com o Imperador Jingtai (r. 1449-1457); os mongóis também foram repelidos quando o braço-direito de Jingtai, o ministro de defesa Yu Qian (1398-1457), controlou as forças armadas Ming. Manter Zhengtong em cativeiro era inútil na negociação para os mongóis, pois outro tinha sentado em seu trono, de modo que ele foi liberado para voltar para a China Ming. Zhengtong foi colocado em prisão domiciliar no seu palácio até o golpe contra Jingtai em 1457 conhecido como o "Incidente da Captura do Portão". Zhengtong retomou o trono como Imperador Tianshun (r. 1457-1464).
O reinado do Tianshun foi agitado e as forças mongóis de dentro da estrutura militar Ming continuaram a ser problemáticas. Em 7 de agosto de 1461, o general chinês Qin Cao e suas tropas Ming de ascendência mongol tentaram um golpe contra Tianshun por medo de estarem na lista de purga daqueles que ajudaram na sucessão de Jingtai. Os mongóis que serviam no exército Ming também se tornaram cada vez mais prudentes, pois os chineses começaram a desconfiar dos pedidos dos mongóis após a crise Tumu. A força rebelde de Cao organizara-se para pôr fogo nos portões ocidental e oriental da Cidade Imperial (apagado pela chuva durante a batalha), e matou vários ministros antes que suas forças tenham sido finalmente derrotadas e ele foi forçado a cometer suicídio.
A ameaça mongol para a China atingiu o seu pico no século XV, embora investidas periódicas tenham continuado durante todo o período da dinastia. Assim como na Crise Tumu, o líder Mongol Altã Cã (r. 1470-1582) invadiu a China e dominou uma grande parte do território até os arredores de Pequim. É interessante notar que o Imperador Ming empregou soldados de ascendência mongol para lutar contra a invasão de Altã Cã, assim como os oficiais militares mongóis foram contra o golpe falho de Cao Qin. As incursões mongóis levaram as autoridades Ming à reconstrução da Grande Muralha a partir do final do século XV até o século XVI; John Fairbank observa que "isso provou ser um gesto fútil militarmente, mas expressou fortemente o fechamento da mentalidade chinesa". Ainda, a Grande Muralha não foi concebida para ser uma fortificação puramente defensiva; suas torres funcionavam mais como uma série de fronteiras iluminadas e estações de sinalização para advertir mais rapidamente às tropas amigas do avanço das tropas inimigas.

### Isolamento da globalização

#### Comércio ilegal, pirataria, e a guerra com o Japão

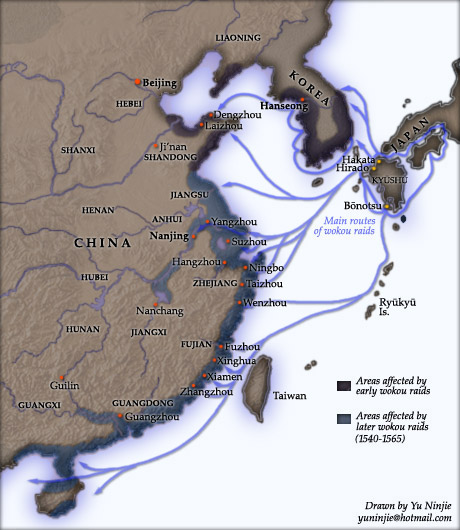
Incursões piratas japonesas do século XVI.

Em 1479, o vice-presidente do Ministério da Guerra queimou os registros do tribunal que documentavam as viagens de Zheng He; esse foi um dos muitos eventos que sinalizavam a mudança chinesa na política externa. As leis navais que foram implementadas restringiam os navios a um pequeno tamanho; o declínio da marinha Ming permitiu o crescimento da pirataria ao longo da costa chinesa. Piratas japoneses - ou wokou – começaram a saquear navios chineses e comunidades costeiras, apesar de grande parte da pirataria ter sido realizada por chineses nativos.
Em vez de montar um contra-ataque, as autoridades Ming optaram por encerrar as instalações costeiras e matar os piratas de fome; todo o comércio exterior teve de ser realizado pelo Estado, por missões tributárias formais. Estas políticas eram conhecidos como as leis hai jin, que instituíam uma proibição rigorosa da atividade privada marítima até a abolição formal, em 1567. Neste período de controle estatal, o comércio exterior com o Japão foi realizado exclusivamente pelo porto de Ningbo, o comércio com as Filipinas exclusivamente em Fuzhou, e com a Indonésia exclusivamente em Cantão. Depois disso os japoneses só foram autorizados no porto uma vez a cada dez anos, e eram autorizados a levar um máximo de trezentos homens em dois navios; estas leis chinesas encorajaram muitas pessoas a empenharem-se na comercialização ilegal do comércio e na generalização do contrabando.
O ponto fraco nas relações entre a China Ming e o Japão ocorreu durante o governo do grande general japonês Toyotomi Hideyoshi, que em 1592 anunciou que ia conquistar a China. Nas duas campanhas conhecidas como Guerra Imjin, os japoneses lutaram contra os exércitos coreano e Ming. Ambos os lados ganharam batalhas na guerra, mas com a morte de Hideyoshi em 1598, os japoneses perderam as suas últimas bases na Coréia e retornaram para o Japão. Apesar disto e a grande liderança dos coreanos, como do almirante Yi Sun-sin, os generais Ming foram quem levaram o crédito pela vitória. No entanto, a vitória veio com um enorme custo para o Tesouro do governo Ming: 26 000 000 onças de prata.

#### Comércio e contato com a Europa

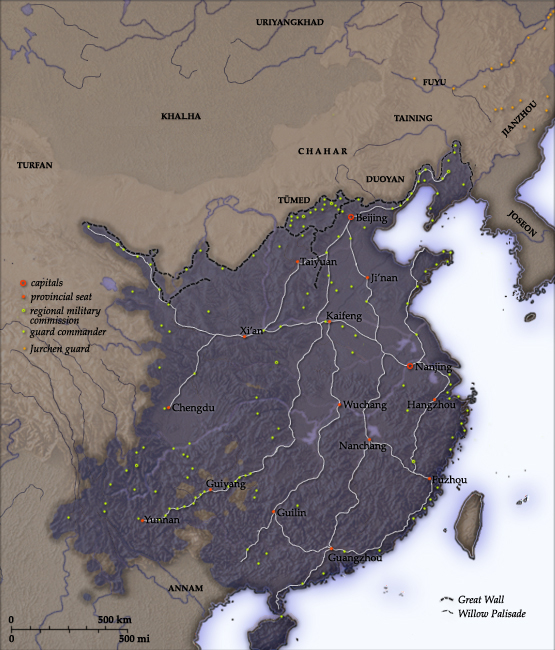
Centros de comando militar em 1580, concentrados principalmente ao longo da costa, na fronteira norte, e no sudoeste; as principais rotas de comunicação indicadas são baseadas em um mapa do livro "O Prazer de conflito de Timothy Brook.

Embora Jorge Álvares tenha sido o primeiro a desembarcar na Ilha Lintin no Delta do Rio das Pérolas, em maio de 1513, foi Rafael Perestrelo - um parente da esposa de Cristóvão Colombo - que se tornou o primeiro explorador europeu a desembarcar na costa sul da China continental e a comercializar com Cantão em 1516, comandando um navio português com uma tripulação de malaios e que havia navegado de Malaca. Os Portugueses enviaram uma expedição em larga escala em 1517 para entrar em Cantão e abrir relações comerciais formalmente com as autoridades chinesas. Durante esta expedição os portugueses tentaram enviar uma delegação para o interior no nome de Manuel I para a corte do imperador Ming Zhengde; em vez disso a missão diplomática foi presa em uma prisão chinesa e morreu nela. Após a morte de Zhengde em abril de 1521, a parte conservadora da corte, que era contra a expansão das relações comerciais, interpretava que a conquista portuguesa de Malaca - um vassalo fiel dos Ming - era motivo suficiente para rejeitar a instalação de uma embaixada portuguesa. Simão de Andrade, irmão do embaixador Fernão Pires de Andrade, também havia alimentado as especulações chinesas que os portugueses sequestravam crianças chinesas para comê-las; Simão tinha comprado crianças, raptadas como escravas, que foram encontradas mais tarde em Diu, Índia. Em 1521, as forças navais Ming lutaram e expulsaram os navios portugueses em Tuen Mun, onde os primeiros canhões de carregamento-traseiro foram introduzidos na China. Apesar das hostilidades iniciais, depois de 1549 os portugueses enviavam missões comerciais anualmente para a Ilha de Shangchuan. Em 1557, os portugueses conseguiram convencer a corte Ming sobre um tratado comercial legal que estabeleceria Macau como uma colônia oficial portuguesa no litoral do Mar do Sul da China. A frota portuguesa de Gaspar da Cruz (c. 1520 - fevereiro 5, 1570) viajou para Cantão em 1556, e escreveu o primeiro livro completo sobre a China e a dinastia Ming que foi publicada na Europa (quinze dias após a sua morte); ele incluía informações sobre a sua geografia, as províncias, a realeza, os altos funcionários, a burocracia, o transporte marítimo, a arquitetura, agricultura, o artesanato, negócios comerciais, vestuário, costumes religiosos e sociais, música e instrumentos, caligrafia, educação e justiça.
A partir da China as principais exportações eram seda e porcelana. A Companhia das Índias Orientais transportava sozinha 6 milhões de itens em porcelana da China para a Europa entre os anos de 1602 e 1682. Antonio de Morga (1559-1636), um oficial espanhol em Manila, indicou um grande inventário dos bens que foram negociadas pela China Ming na virada do século XVII, notando que havia "raridades que, se eu me referisse a todos elas, eu nunca terminaria, ou sequer tenho papel suficiente para tal". Depois de notar a variedade de produtos de seda comercializados com os europeus, Ebrey escreveu sobre o tamanho considerável das transações comerciais.
| De uma vez só, um galeão espanhol transportou para os territórios espanhóis no Novo Mundo mais de 50 000 pares de meias de seda. Em troca a China importou principalmente prata das minas peruana e mexicana, transportados através de Manila. Os comerciantes chineses eram ativos nestes empreendimentos comerciais, e muitos emigraram para locais como as Filipinas e Bornéu para arranjar novas oportunidades comerciais.[113] |

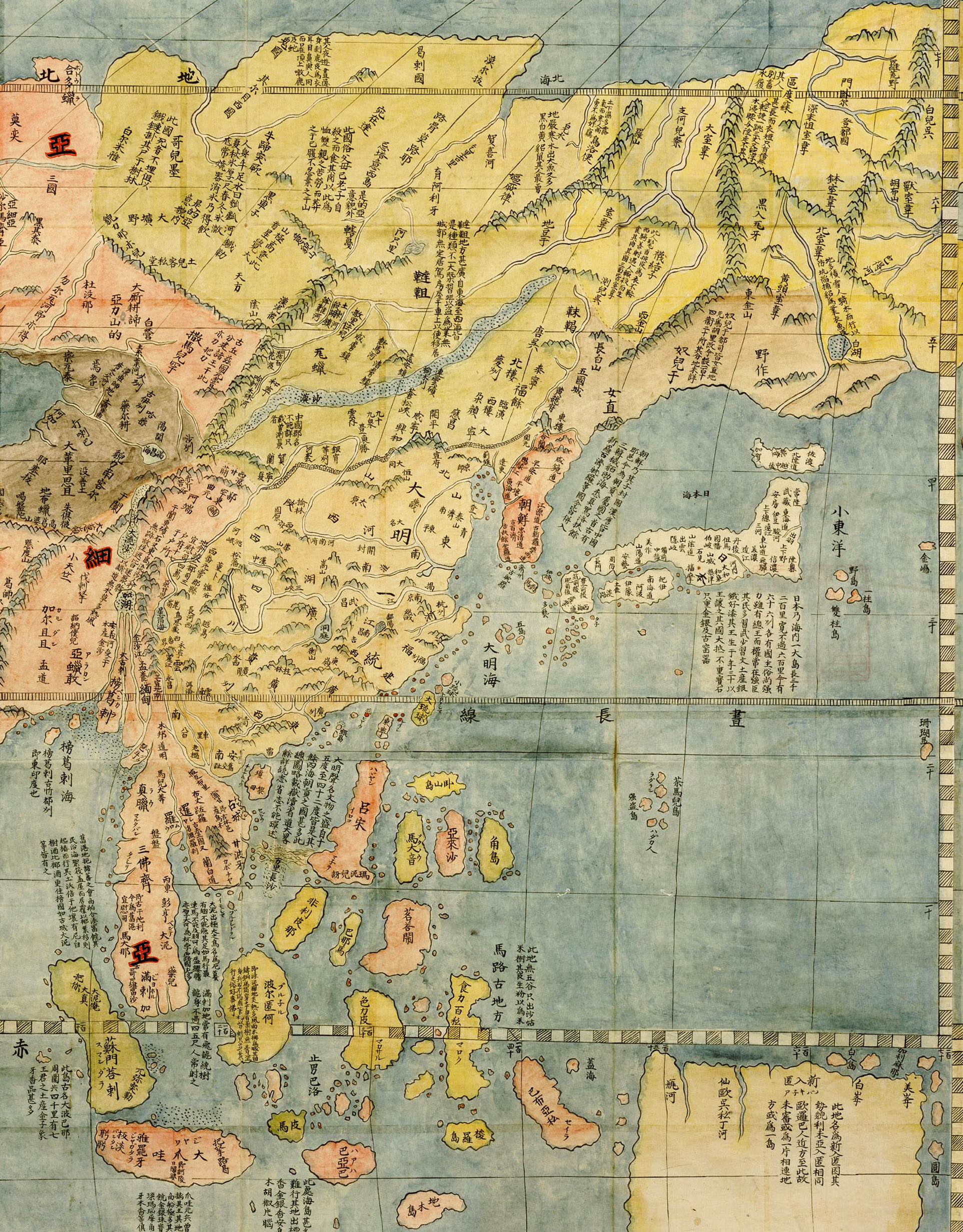
Mapa da Ásia Oriental pelo jesuíta italiano Matteo Ricci em 1602; Ricci (1552-1610) foi o primeiro europeu permitido na Cidade Proibida, ensinou os chineses como construir e tocar espineta, traduziu textos do chinês para o latim e vice-versa, e trabalhou estreitamente com o seu associado chinês Xu Guangqi (1562-1633) em trabalhos com matemática.

Depois que os chineses proibiram o comércio direto dos comerciantes chineses com o Japão, os portugueses preencheram este vácuo como intermediários entre a China e o Japão. Os portugueses compravam seda chinesa e vendiam-nas para os japoneses, em troca de prata japonesa; como a prata era mais valorizada na China, os portugueses podiam utilizar a prata japonesa para comprar cada vez mais estoques de seda chinesa. No entanto, em 1573 - após os espanhóis estabelecerem uma base comercial em Manila – o comércio português como intermediários foi diminuído pela entrada principal de prata na China a partir da América espanhola.
Embora a maior parte das importações para a China tenham sido de prata, os chineses também importavam produtos agrícolas do Novo Mundo a partir do Império espanhol. Nisso incluía batata doce, milho, e amendoim, alimentos que poderiam ser cultivados em terras onde as culturas tradicionais chinesas - trigo, milhete e arroz – não podiam crescer, portanto facilitando o aumento da população chinesa. Na dinastia Song (960-1279), o arroz tinha se tornado a principal plantação de subsistência dos pobres; depois que a batata doce foi introduzida na China, em torno de 1560, ela se tornou gradualmente o alimento tradicional das classes mais baixas.

### Declinio

#### Reinado do Imperador Wanli
A perda financeira na Guerra Imjin na Coréia contra os japoneses foi um de muitos problemas - de carácter fiscal ou outros – que a China Ming enfrentou durante o reinado do Imperador Wanli (r. 1572-1620). No início de seu reinado, Wanli cercou-se com conselheiros experientes e fez um esforço consciente para tratar dos assuntos do Estado. Seu Grande Secretário Zhang Juzheng (funcionário entre 1572 e 1582) acumulou uma eficaz rede de alianças com altos funcionários. No entanto, não houve nenhum outro funcionário qualificado o suficiente depois dele para manter a estabilidade dessas alianças; os funcionários logo se uniram em facções políticas opostas. Ao longo do tempo, Wanli foi ficando cansado de assuntos judiciais e queixas políticas frequentes entre os seus ministros, preferindo ficar por trás dos muros da Cidade Proibida e longe da vista de seus funcionários.

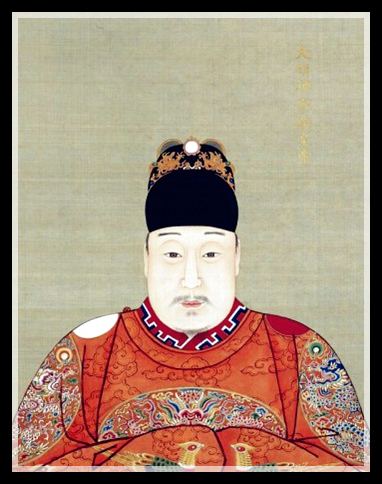
Imperador Wanli (r. 1572-1620).

Os assessores oficiais pressionaram Wanli sobre qual dos seus filhos deveria o suceder no trono; ele também foi ficando igualmente revoltado com altos assessores constantemente palpitando sobre a forma de gerir o Estado. Houve aumento das facções na corte e em todo a esfera intelectual da China que crescia a partir do debate filosófico contra ou a favor do ensino de Wang Yangming (1472-1529), o último daqueles que rejeitou algumas das opiniões ortodoxas do neo-confucionismo. Entediado por tudo isso, Wanli começou a negligenciar algumas de suas funções, permanecendo ausente das audiências da corte para discutir política, perdeu o interesse em estudar os clássicos do confucionismo, recusou-se a ler petições e outros documentos do estado, e parou de preencher as recorrentes vagas de vitais cargos administrativos. Os funcionários-acadêmicos perderam destaque na administração assim que os eunucos se tornaram os intermediários entre o imperador e seus funcionários; qualquer alto funcionário que queria discutir questões do estado teria que subornar um dos poderosos eunucos simplesmente para ter suas exigências ou mensagem retransmitida para o imperador.

#### Papel dos eunucos
Foi dito que o Hongwu proibia os eunucos de aprender a ler ou a se envolverem na política. Se estas restrições foram realizados com sucesso absoluto em seu reinado ou não, os eunucos no período de reinado do Yongle e depois dele, administraram departamentos imperiais enormes, comandaram exércitos, e participaram em assuntos de nomeação e promoção de funcionários. Os eunucos desenvolveram sua própria burocracia que foi organizada paralelamente mas não estava sujeita a burocracia do funcionalismo público. Embora houvesse vários eunucos ditadores ao longo de todo o período Ming, como Wang Zhen, Wang Zhi, e Liu Jin, o excessivo poder tirânico dos eunucos não se tornou evidente até a década de 1590 quando Wanli aumentou seus direitos sobe a burocracia civil e concedeu-lhes poder de cobrar os impostos provinciais.

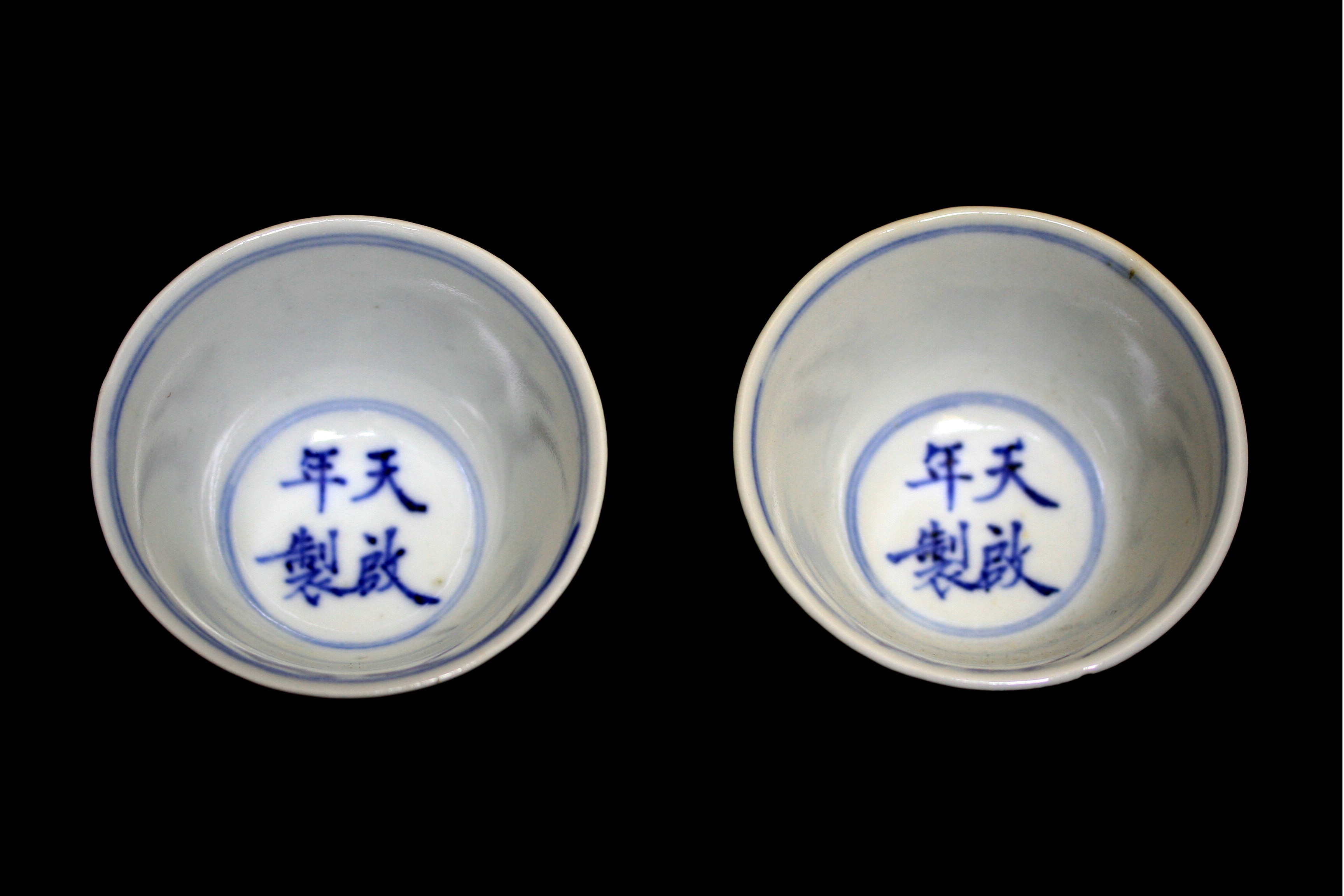
Copos de chá da época Tianqi, a partir da coleção Nantoyōsō do Japão; O Imperador Tianqi foi fortemente influenciado e controlado pelo eunuco Wei Zhongxian (1568-1627).

O eunuco Wei Zhongxian (1568-1627) dominou a corte do Imperador Tianqi (r. 1620-1627) e teve seus rivais políticos torturados até à morte, principalmente os críticos da facção da "Sociedade Donglin". Ele ordenou a construção de templos em sua homenagem ao longo de todo o Império Ming, e construiu palácios pessoais com os fundos reservados para a construção do túmulo do antigo imperador. Seus amigos e familiares ganharam posições importantes, sem qualquer qualificação. Wei também publicou uma obra histórica censurando e desprezando seus adversários políticos. A instabilidade na corte veio à tona quando calamidades naturais, pestes, rebeliões, e as invasões estrangeiras chegaram ao seu máximo. Apesar do Imperador Chongzhen (r. 1627-1644) ter demitido a corte de Wei - que levou ao suicídio de Wei pouco depois - o problema com os eunucos persistiu até o colapso da dinastia menos de duas décadas mais tarde.

#### Crise econômica
Durante os últimos anos do reinado de Wanli e os de seus dois sucessores, desenvolveu-se uma crise econômica que foi centrada em torno de uma súbita falta generalizada do principal meio de troca do império: prata. Os poderes protestantes da República Holandesa e do Reino da Inglaterra patrocinavam frequentes incursões e atos de pirataria contra os impérios católicos da Espanha e de Portugal no intuito de enfraquecer a sua potência econômica mundial. Entretanto, Filipe IV de Espanha (r. 1621-1665) iniciou o combate ao contrabando ilegal de prata do México e do Peru em todo o Pacífico em direção à China, favorecendo o transporte marítimo da prata americana diretamente da Espanha para Manila. Em 1639, o novo regime Tokugawa do Japão encerrou a maior parte do seu comércio externo com as potências europeias, dificultando mais uma das fontes de entrada de prata na China. No entanto, a maior interrupção do fluxo de prata veio das Américas, ao mesmo tempo em que a entrada da prata japonesa continuava na China, mas em quantidades limitadas. Alguns historiadores afirmam que mesmo que o preço de prata tenha subido no século XVII, seria devido a uma queda na procura de bens, e não diminuiria os estoques de pratas.

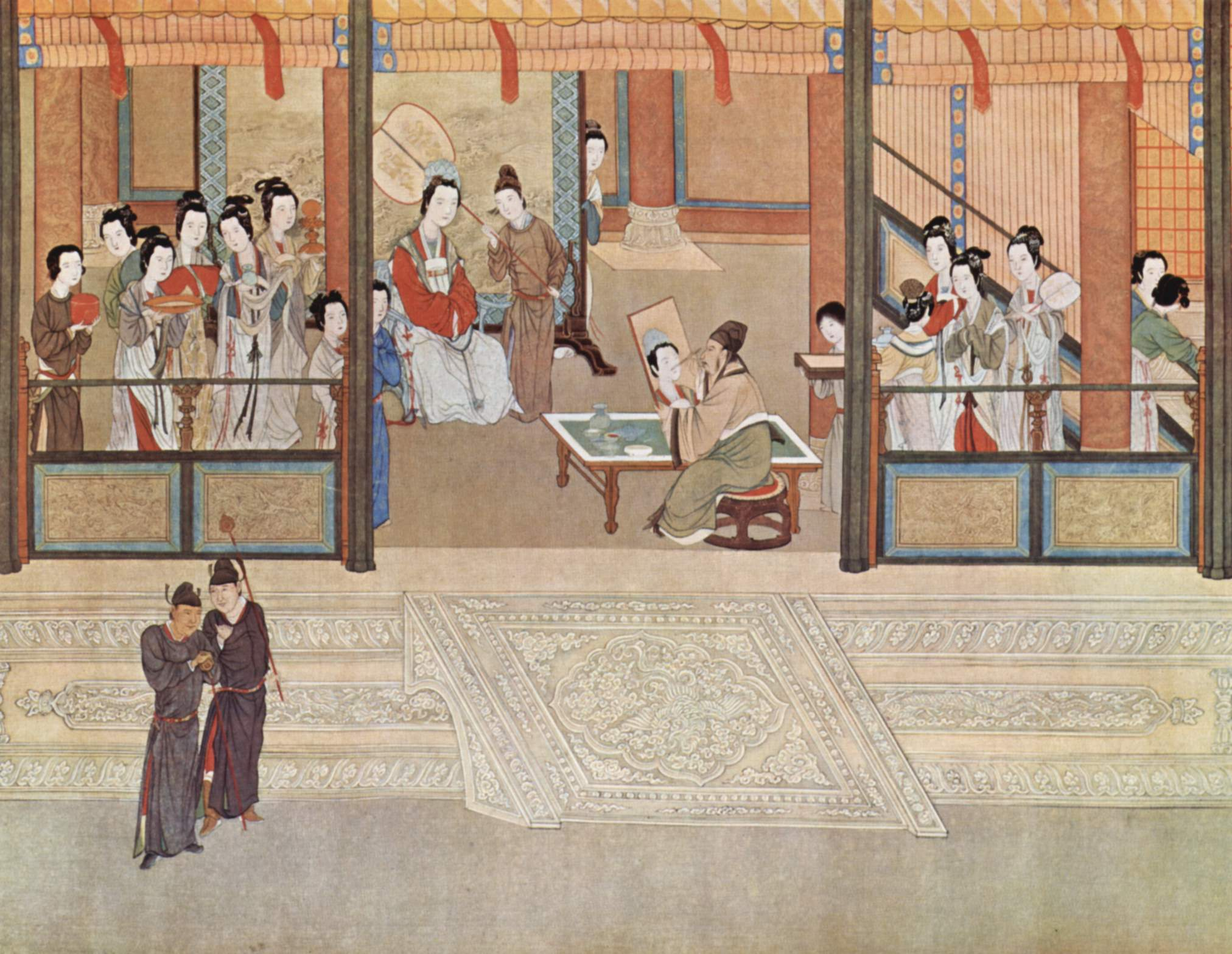
Manhã de Primavera no Palácio Han, por Qiu Ying (1494-1552); o luxo excessivo e a decadência foram marcas distintivas do período Ming tardio.

Estes acontecimentos ocorreram praticamente ao mesmo tempo o que causou um rápido aumento no valor de prata, e fez o pagamento dos impostos praticamente impossível para a maioria das províncias. As pessoas começaram a acumular prata, conforme houve um desaparecimento progressivo dela, forçando a um forte declínio na cotação entre o valor do cobre e da prata. Na Década de 1630, uma sequência de mil moedas de cobre valia uma onça de prata; em 1640 foi reduzido para o valor de meia onça; em 1643 valia aproximadamente um terço de uma onça. Para os camponeses foi um desastre econômico, já que eles pagavam os impostos com prata, mas conduziam o comércio local e vendiam seus produtos em troca de moedas de cobre.
No início da metade do século XVII, a fome se tornou comum no norte da China por causa do incomum clima frio e seco que encurtou o período de colheita; estes foram efeitos de um evento ecológico maior que hoje é conhecido como a Pequena Idade do Gelo. A fome, junto com o aumento dos impostos, deserções militares generalizadas, um sistema de  seguridade social em declínio, e desastres naturais como enchentes e a incapacidade do governo para administrar adequadamente as irrigações e os projetos de controle das cheias causou uma ampla perda de vidas e da civilidade normal. O governo central sofria com uma falta de recursos e poderia fazer muito pouco para atenuar os efeitos dessas calamidades. Para tornar as coisas piores, uma epidemia se alastrou por toda a China de Zhejiang à Henan, matando um grande número de pessoas, desconhecido até hoje.

### Queda da dinastia

#### Ascensão dos manchus

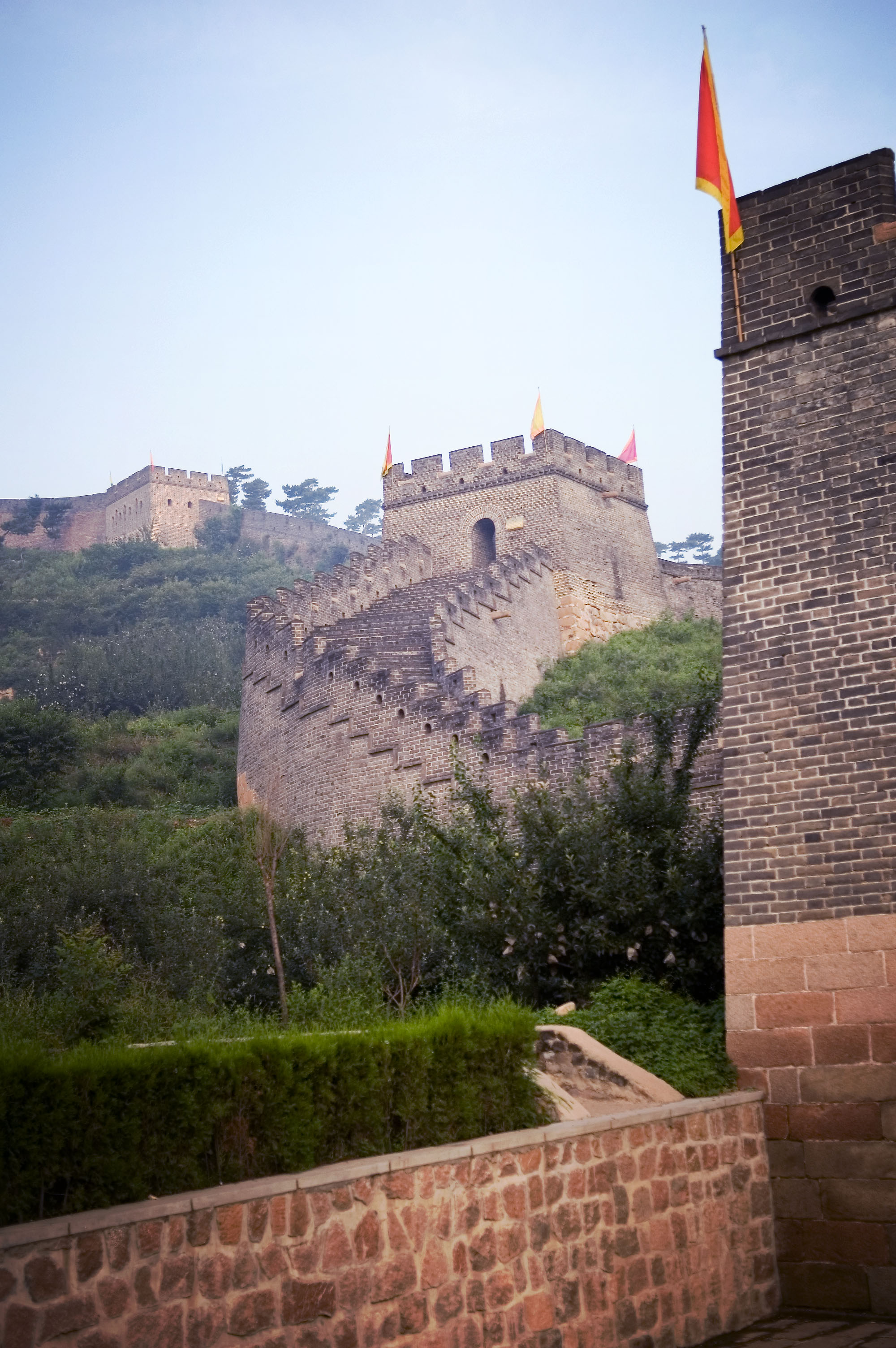
Shanhaiguan ao longo da Grande Muralha, o portão que os Manchus foram repetidamente rechaçados até que finalmente foram permitidos de entrar por Wu Sangui, em 1644.

Um notável líder tribal chamado Nurhachi (r. 1616-1626), começando com apenas uma tribo pequena, rapidamente ganhou o controle de toda as tribos da Manchúria. Durante a Guerra Imjin ele se ofereceu para liderar as suas tribos no apoio aos exércitos Ming e Joseon. Esta oferta foi recusada, mas a ele foi concedido grandes títulos de honra dos Ming pelo seu gesto. Reconhecendo a fragilidade da autoridade Ming na sua fronteira norte, ele assumiu o controle sobre todas as outras tribos independentes ao redor de sua terra natal. Em 1610 ele quebrou relações com a corte Ming; em 1618 ele exigia aos Ming que pagassem tributos a ele, a fim de corrigir as sete injustiças no qual ele documentou e enviou para a corte Ming. Esta foi, num sentido muito real, uma declaração de guerra pois o Imperador Ming não estava apto a dar dinheiro para os manchus.
Sob o brilhante comandante Yuan Chonghuan (1584-1630), os Ming foram capazes de lutar repetidamente contra os Manchus, notadamente em 1626, na Batalha de Ningyuan (na qual Nurhaci foi ferido mortalmente) e em 1628. Sob o comando de Yuan, o exército Ming manteve segura a passagem de Shanhai, bloqueando, assim, os Manchus de atravessarem a passagem e atacarem a península Liaodong. Usando armas de fogo europeias, ele foi capaz de evitar os avanços de Nurhaci ao longo do rio Liao. Embora ele tenha sido nomeado marechal de todas os exércitos do nordeste em 1628, ele foi executado em 1630 em uma falsa acusação de conluio com os Manchus, uma vez que supostamente eles fantasiavam suas incursões militares. Os generais sucessores revelaram-se incapazes de eliminar a ameaça manchu.
Incapazes de atacar diretamente o coração do Império Ming, os manchus aproveitaram para desenvolver suas próprias artilharias e alianças. Eles foram capazes de mobilizar os funcionários do governo Ming e os seus generais como conselheiros estratégicos. Uma grande parte do Exército Ming desertou com a ascensão manchu. Em 1632, eles haviam conquistado uma boa parte da Mongólia Interior, resultando em um recrutamento em larga escala de tropas mongóis sob a bandeira manchu e na garantia de uma rota suplementar para o centro do Império Ming.
Até 1636, o governante manchu Huang-Taiji renomeou a sua dinastia de os "Últimos Jin" para "Qing" em Shenyang, que tinha caído sob domínio manchu em 1621, e lá foi feita sua capital em 1625. Huang-Taiji aprovou também o título imperial chinês huangdi em vez de cã, tomou o título Imperial Chongde ("Venerada Virtude"), e mudou o nome do seu povo de Jurchen para Manchu. Em 1638 os manchus derrotaram e conquistaram o aliado tradicional da China Ming, Joseon, com um exército de 100 000 soldados. Pouco depois dos coreanos terem renunciado à sua longa lealdade à dinastia Ming.

#### Rebelião, invasão e colapso

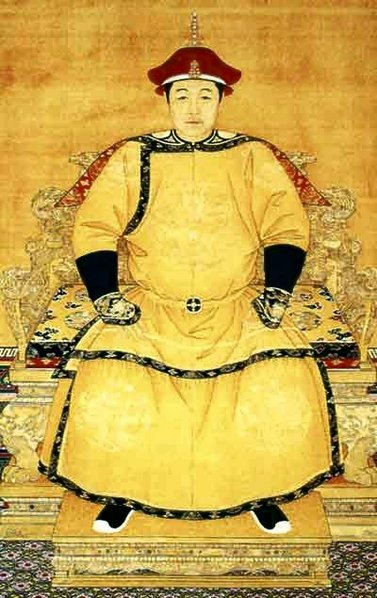
O Imperador Shunzhi (1644-1661), proclamado governante da China em 8 de outubro de 1644.

Um soldado camponês chamado Li Zicheng (1606-1644) revoltou-se junto com seus companheiros na parte ocidental de Shaanxi, no início da década de 1630 quando o governo deixou de enviar muito dos suprimentos necessários à região. Em 1634 ele foi capturado por um general Ming, e liberado apenas se ele voltasse ao serviço. O acordo foi breve quando um magistrado local executou trinta e seis de seus companheiros rebeldes; as tropas de Li retaliaram matando os funcionários que participaram da execução e continuaram a liderar uma rebelião baseada em Rongyang, no centro da província de Henan em 1635. Até a Década de 1640, um ex-soldado e rival de Li - Zhang Xianzhong (1606-1647) - havia criado base rebelde em Chengdu, Sichuan, enquanto o centro do poder de Li era em Hubei, estendendo sua influência sobre Henan e Shaanxi.
Em 1640, massas de camponeses chineses que estavam famintos, incapazes de pagar os seus impostos, e sem medo do frequentemente derrotado exército chinês, começaram a formar enormes bandos de rebeldes. O exército chinês, pego entre infrutíferos esforços para derrotar as incursões manchu no norte e as enormes revoltas camponesas nas províncias, naturalmente não suportou. Mal-alimentado e mal-pago, o exército foi derrotado por Li Zicheng - agora autodenominado como o Príncipe de Shun – e arrasou a capital sem muita resistência. As tropas de Li conseguiram entrar na cidade quando inesperadamente os portões foram abertos por dentro. Em 26 de maio de 1644, Pequim caiu sob o exército rebelde liderado por Li Zicheng; durante o tumulto, o último imperador Ming enforcou-se em uma árvore do jardim imperial.
Aproveitando a oportunidade, os Manchus atravessaram a Grande Muralha depois que o general de fronteira Ming Wu Sangui (1612-1678) abriu as portas na passagem de Shanhai. Isso ocorreu pouco depois que ele leu sobre o destino da capital e que o exército de Li Zicheng marchava em direção a ela; depois de ponderar suas opções de aliança, ele decidiu se aliar com os Manchus. O exército manchu sob o comando do Príncipe Manchu Dorgon (1612-1650) e de Wu Sangui se aproximavam de Pequim depois que o exército enviado por Li Zicheng foi destruído em Shanhaiguan; o exército do Príncipe de Shun fugiu da capital em 4 de junho. Em 6 de junho, os Manchus e Wu entraram na capital e proclamaram o jovem Imperador Shunzhi, o novo governante da China. Após ser expulso de Xi'an pelos Manchus, e perseguido ao longo do Rio Han para Wuchang e, finalmente, ao longo da fronteira norte da província de Jiangxi, Li Zicheng  morreu no Verão de 1645, acabando assim com a dinastia Shun. Um relatório diz que sua morte foi suicídio; outro afirma que ele foi espancado até a morte por camponeses depois que ele foi pego roubando comida. Zhang Xianzhong foi morto em janeiro de 1647 por tropas Manchu depois que ele fugiu de Chengdu e utilizou a política da terra arrasada.
Remanescentes da dinastia Ming ainda existiam após 1644, incluindo os de Koxinga. Apesar da perda de Pequim e da morte do imperador, o poder Ming não foi totalmente destruído. Nanquim, Fujian, Guangdong, Shanxi, e Yunnan foram fortalezas da resistência Ming. No entanto, houve vários pretendentes para o trono Ming, e suas forças estavam divididas. Cada baluarte de resistência foi individualmente derrotado pelos Qing até 1662, quando a última esperança real de uma renascença Ming morreu com o imperador Yongli, Zhu Youlang. Apesar da derrota Ming, pequenos movimentos leais a eles continuaram até a proclamação da República da China, em 1912. De acordo com o Almanaque de Bruxelas, ainda vivia um pretendente Ming em Pequim em 1907.

## Governo

### Província, prefeitura, subprefeitura e os concelhos

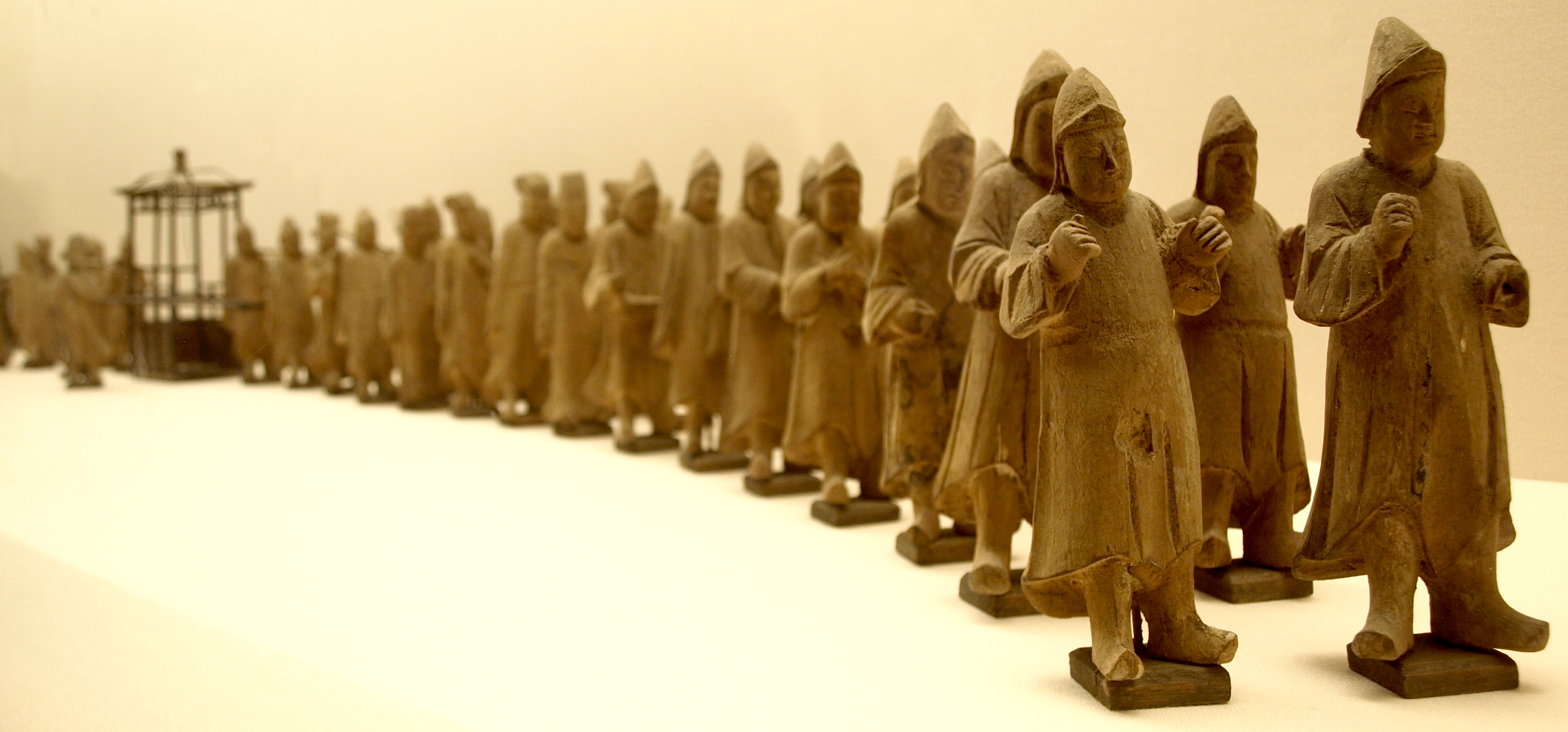
O processo de figurino de Xangai do túmulo do Pan Yongzheng, na dinastia Ming, que viveu durante o século 16

Os imperadores Ming assumiram o sistema de administração provincial da dinastia Iuã, e as treze províncias Ming são os precursores das províncias moderna. Ao longo da dinastia Song, a maior divisão política foi os circuits(lu 路). No entanto, após da Invasão Jurchen em 1127, o tribunal estabeleceu quatro sistema semiautônoma depois do comando regional com base em unidades territoriais e militares, com um destacado serviço de secretariado que se tornaria a administrações provinciais Iuã, Ming e Qing.

## População

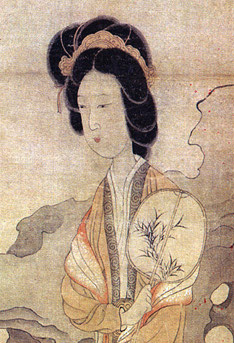
Appreciating Plums, por Chen Hongshou (1598 - 1652) mostrando uma dama segurando um leque oval apreciando a vista.

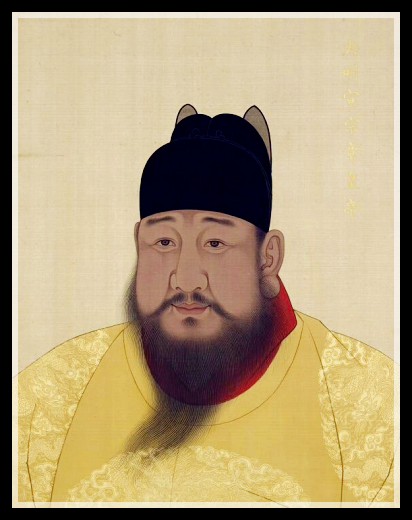
O Imperador Xuande, (r. 1425–1435); ele afirmou em 1428 que sua população estava diminuindo devido à construção do palácio e as campanhas militares, mas de fato a população aumentava sob o seu reinado, um fato notado pelo governador de Zhou Chen de Zhili do sul— em seu censo de 1432 ao trono sobre o comércio itinerante em larga escala.

As histórias sinologistas continuam a debater a real população para cada era na dinastia Ming. As anotações do historiador Timothy Brook dizem que os censos do governo Ming são dúbios desde que as obrigações fiscais impulsionaram a muitas famílias que não reportassem o número de pessoas em suas casas e muitas contagens oficiais para mascarar o número de famílias em sua jurisdição. Crianças usualmente não foram contadas, especialmente as do sexo feminino, como mostrado pela manipulação da estatística de população durante a dinastia Ming. Até mulheres adultas não entravam no censo; por exemplo, a prefeitura de Daming em Zhili do Norte reportou uma população de 378 167 homens e 226 982 mulheres em 1502. O governo tentou revisar a forma do censo usando estimativas do número médio esperado de pessoas em cada casa, mas isto não resolveu o maior problema do registro de impostos.
O número de pessoas contadas no censo de 1381 foi de 59 873 305; entretanto, este número caiu significativamente quando o governo achou que alguns dos 3 milhões de pessoas estava faltando no censo de imposto de 1391. Ainda que a não reportação tenha se tornado crime capital em 1381, a necessidade de sobrevivência levou muitos a abandonar o registro para impostos e sair de suas regiões, aonde Hongwu havia tentado impor imobilidade rígida na população. O governo tentou mitigar isto criando sua própria estimativa conservadora de 60 545 812 pessoas em 1393. Em seus Studies on the Population of China, Ho Ping-ti sugestiona a revisão do censo de 1393 para 65 milhões de pessoas, notando que largas áreas do Norte da China e de fronteira não haviam sido contadas no censo. Brook estabeleceu que a população reunida no censo oficial depois de 1393 era entre 51 e 62 milhões, enquanto a população estava de fato crescendo. Até o Imperador Hongzhi (r. 1487–1505) remarcou que o aumento diário em assuntos coincidiram com a quantidade diária diminuição de civis e soldados registrados. William Atwell afirma que entorno de 1400 a população da China era possivelmente de 90 milhões de pessoas, citando Heijdra e Mote.
Historiadores estão agora buscando em noticiários locais da China Ming por evidências que mostrem crescimento consistente na população. Usando os noticiários, Brook estima que a população total sob o poder do Imperador Chenghua (r. 1464–1487) era precisamente de 75 milhões, apesar do censo da era Ming média apresentar entorno de 62 milhões. Enquanto as prefeituras através do império no período Ming médio ainda reportasse uma queda ou tamanho da população estagnada, os noticiários locais reportavam enormes quantidades de trabalhadores nômades chegando sem terras o suficiente para se sustentarem, então muitos se tornariam andarilhos ou cortadores de lenha que contribuíram para a desmatamento. Os imperadores Hongzhi e Zhengde aplicaram as penalidades contra aqueles que fugiram de sua cidade natal, enquanto o Imperador Jiajing (r. 1521–1567) finalmente conseguiu imigrantes oficialmente registrados em qualquer lugar que eles tivessem se mudado ou fugido de forma a trazer mais receitas.
Mesmo com a reforma de Jiajing para documentar os trabalhadores e mercadores imigrantes, no final da era Ming o censo do governo ainda não refletia precisamente o grande crescimento da população. Noticiários através do império notaram isto e fizeram suas próprias estimativas do número total da população Ming, alguns acreditando que a população havia dobrado, triplicado, ou até quintuplicado desde 1368. Fairbank estima que a população era possivelmente de 160 milhões no final da dinastia Ming, enquanto Brook estima 175 milhões, e Ebrey afirma que talvez chegasse perto de 200 milhões. Entretanto, uma grande epidemia que chegou à China pelo noroeste em 1641 devastou as áreas densamente povoadas ao longo do Grande Canal; uma gazeta no norte de Zhejiang reportou que mais da metade da população ficou doente neste ano e que 90% da população local foi morta em uma única área em 1642.

## Ciência e tecnologia
Em comparação com o florescimento da ciência e da tecnologia na dinastia Song, a dinastia Ming talvez tenha visto menos avanços em ciência e tecnologia em comparação com o ritmo das descobertas no mundo ocidental. De fato, os principais avanços da ciência chinesa no final da dinastia Ming foram estimulados pelo contato com a Europa. Em 1626, Johann Adam Schall von Bell escreveu o primeiro tratado chinês sobre o telescópio, o Yuanjingshuo (Vidro óptico de visão distante); em 1634, o imperador Chongzhen adquiriu o telescópio do falecido Johann Schreck (1576-1630).
Embora Shen Kuo (1031-95) e Guo Shoujing (1231-1316) tenham estabelecido as bases para a trigonometria na China, outro importante trabalho na trigonometria chinesa não seria publicado até 1607, com os esforços de Xu Guangqi e Matteo Ricci. Ironicamente, algumas invenções que tiveram suas origens na China antiga foram reintroduzidas na China da Europa durante o final da dinastia Ming; por exemplo, o moinho de campo.
O calendário chinês estava a precisar de reforma, uma vez que inadequadamente media o ano solar em 365 ¼ dias, dando um erro de 10 min. e 14 seg. por ano ou cerca de um dia inteiro a cada 128 anos.  Embora o Ming tivesse adotado o calendário Shoushi de Guo Shoujing de 1281, que era tão preciso quanto o Calendário Gregoriano, a Diretoria Ming de Astronomia não reajustou-o periodicamente; isso talvez se devesse à falta de conhecimento, já que seus cargos públicos haviam se tornado hereditários na dinastia Ming e os estatutos da dinastia Ming proibiam o envolvimento privado na astronomia. Um descendente de sexta geração do imperador Hongxi, o "príncipe" Zhu Zaiyu (1536 a 1611), apresentou uma proposta para consertar o calendário em 1595, mas a comissão astronômica ultraconservadora o rejeitou. Xing mais tarde serviria com Xu Guangqi na reforma do calendário (崇禎 暦 書) em 1629, de acordo com os padrões ocidentais.
Quando o fundador do Ming, Hongwu, descobriu os dispositivos mecânicos instalados no palácio da dinastia Iuã em Cambalique - como fontes com bolas dançando em seus jatos, tigre auto-operável, aparelhos com cabeça de dragão que emitiam névoas de perfume e relógios mecânicos na tradição de Yi Xing (683-727) e Su Song (1020-1101) - ele associou todos eles com a decadência do domínio mongol e os destruiu.
Concentrando-se na agricultura em seu Nongzheng Quanshu, o engenheiro agrônomo Xu Guangqi (1562-1633) se interessou por irrigação, fertilizantes, alívio da fome, colheitas econômicas e têxteis e observação empírica dos elementos que permitiram entender as primeiras compreensões da química.
Houve muitos avanços e novos projetos em armas de pólvora durante o início da dinastia, mas, de meados até o final da dinastia Ming, os chineses começaram a empregar freqüentemente artilharia e armas de fogo de estilo europeu. O Huolongjing, compilado por Jiao Yu e Liu Bowen em algum momento antes da morte deste, em 16 de maio de 1375 (com um prefácio acrescentado por Jiao em 1412), apresentava muitos tipos de armas de pólvora de ponta para a época.  Isso inclui balas de canhão ocas, cheias de pólvora, minas terrestres que usavam um mecanismo complexo de queda de pesos, pinos e um chiado de aço para acender o trem de fusíveis, minas navais, foguetes montados com barbatanas para controle aerodinâmico, foguetes de vários estágios por foguetes impulsionadores antes de acender um enxame de foguetes menores que saem do final do míssil (em forma de cabeça de dragão), e canhões de mão que tinham até dez barris.
Li Shizhen (1518-1593) - um dos mais renomados farmacologistas e médicos da história da China - pertenceu ao final do período Ming. Seu Bencao Gangmu é um texto médico com 1.892 verbetes, cada verbete com seu próprio nome, chamado de gangue. O mu no título se refere aos sinônimos de cada nome.  A inoculação, embora possa ser atribuída à antiga medicina popular chinesa, foi detalhada em textos chineses no século XVI. Ao longo da dinastia Ming, cerca de cinquenta textos foram publicados sobre o tratamento da varíola.  No que diz respeito à higiene bucal, os antigos egípcios tinham uma escova de dentes primitiva de um galho raspado no final, mas os chineses foram os primeiros a inventar a moderna escova de cerdas em 1498, embora usasse pêlos duros de porco.

### Atividade jesuíta na China
As missões jesuíticas chinesas dos séculos XVI e XVII introduziram a ciência e a astronomia ocidentais, passando depois por sua própria revolução, para a China. Um historiador moderno escreve que, no final das cortes Ming, os jesuítas eram "considerados impressionantes, especialmente por seu conhecimento de astronomia, calendários, matemática, hidráulica e geografia".  A Sociedade de Jesus introduziu, segundo Thomas Woods, "um corpo substancial de conhecimento científico e uma vasta gama de ferramentas mentais para a compreensão do universo físico, incluindo a geometria euclidiana que tornou o movimento planetário compreensível".  Outro especialista citado por Woods disse que a revolução científica trazida pelos jesuítas coincidiu com uma época em que a ciência estava em um nível muito baixo na China:

[Os jesuítas] fizeram esforços para traduzir a matemática ocidental e os trabalhos astronômicos para o chinês e despertaram o interesse de estudiosos chineses nessas ciências. Eles fizeram uma observação astronômica muito extensa e realizaram o primeiro trabalho cartográfico moderno na China. Eles também aprenderam a apreciar as conquistas científicas dessa cultura antiga e os tornaram conhecidos na Europa. Através de sua correspondência, os cientistas europeus aprenderam pela primeira vez sobre a ciência e a cultura chinesas.— 
Por outro lado, os jesuítas eram muito ativos na transmissão do conhecimento chinês para a Europa. Os trabalhos de Confúcio foram traduzidos para as línguas européias através da agência de eruditos jesuítas na China. Matteo Ricci começou a relatar os pensamentos de Confúcio e o padre Prospero Intorcetta publicou a vida e as obras de Confúcio em latim em 1687. Acredita-se que tais obras tenham considerável importância para os pensadores europeus do período, particularmente entre os deístas e outros grupos filosóficos do Iluminismo que estavam interessados na integração do sistema de moralidade de Confúcio no cristianismo.

A doutrina e até mesmo o nome de "Laissez-faire" podem ter sido inspirados pelo conceito chinês de Wu wei. No entanto, os insights econômicos do antigo pensamento político chinês tiveram pouco impacto fora da China nos séculos posteriores. Goethe, ficou conhecido como "o Confúcio de Weimar".